# Investigações do incêndio na boate Kiss
Este artigo mostra as investigações do incêndio na boate Kiss, ocorrido em 27 de janeiro de 2013.
As investigações incluíram um inquérito policial, um processo judicial, e uma comissão parlamentar de inquérito.

## Inquérito policial e prisão dos suspeitos
Nota para compreensão do texto: existem dois tipos de alvará, um concedido pelos bombeiros e outro concedido pela prefeitura, com exigências diferentes.

### Etapa preliminar

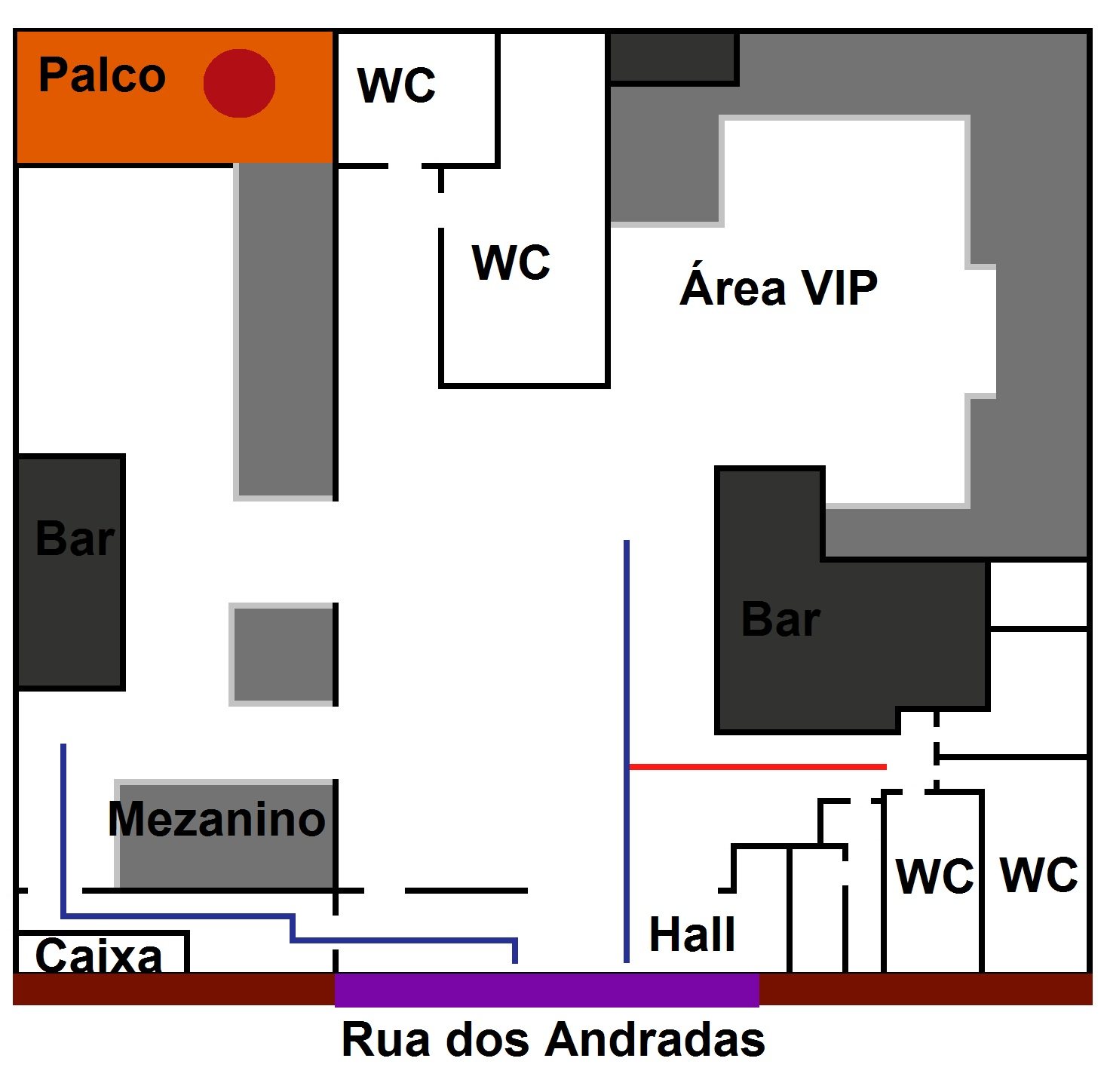
Ilustração do interior da boate. O círculo laranja mostra onde o incêndio começou, as linhas azuis representam as rotas de fuga disponíveis, enquanto a linha vermelha mostra o caminho da maioria das vítimas fatais

Autoridades afirmaram inicialmente que a maioria das vítimas não morreu em decorrência de queimaduras, mas sim de asfixia causada pelo monóxido de carbono presente na fumaça que tomou conta do ambiente interno. Outras pessoas morreram porque foram pisoteadas. A reconstituição do evento foi feita na tarde de 30 de janeiro. Sobreviventes relataram que o incêndio começou com o sinalizador, que atingiu o teto e causou uma fumaça negra, obscurecendo o ambiente em poucos minutos e impedindo o público de enxergar a saída.
Muitos viram a luz verde do banheiro e pensaram que fosse a saída, por isso tantos morreram nesse local. Além disso, confirmou-se que o teto da boate foi rebaixado para instalar a espuma acústica, que era inflamável e vedada por lei municipal, depois de reclamações dos vizinhos contra o barulho da boate. O alvará emitido pelo Corpo de Bombeiros para o funcionamento da casa estava vencido desde agosto de 2012.
Já na tarde de domingo, o Ministério Público do Estado do Rio Grande do Sul estava analisando a possibilidade de pedir a prisão dos donos da boate e dos integrantes do conjunto musical Gurizada Fandangueira, dentre outras pessoas. Na noite de domingo, o grupo de advogados associados Kümmel & Kümmel, representante da casa noturna, divulgou nota à imprensa rechaçando os boatos levantados através de redes sociais, declarando que a casa atendia às especificações legais e se colocando à disposição das autoridades para auxiliar no processo investigatório.
Na manhã de segunda-feira, 28 de janeiro, um dos proprietários da boate Kiss e dois integrantes da banda Gurizada Fandangueira foram presos. O pedido de prisão temporária foi concedido pelo juiz ainda na madrugada. O segundo sócio da boate se entregou à polícia à tarde, quando houve também a decretação do bloqueio dos bens dos proprietários.
Em 29 de janeiro, o delegado Marcelo Arigony apontou pelo menos quatro irregularidades na boate:
1. saída única - uma só porta e pouco espaçosa;
2. sinalizador em local fechado - causou faíscas que iniciaram o incêndio;
3. excesso de pessoas - 1.300, para capacidade de 691;
4. material de revestimento inadequado.

O computador com a gravação das câmeras de segurança da boate desapareceu do local, segundo o delegado responsável pelas investigações, fato que levou a polícia a mudar o tratamento do crime de homicídio culposo para homicídio com dolo eventual. A boate não respeitava as normas estaduais no que se referia à exigência de duas portas, que era explícita nessa legislação. Enquanto isso, a Lei Municipal 3.301/91, de 22 de janeiro de 1991, não dizia expressamente se deveria haver duas portas nas boates, mas usava a palavra "porta" no plural, deixando margem a interpretações. Porém, o promotor aposentado João Marcos Adede y Castro deixou claro que as normas municipais não podem prevalecer sobre as federais e estaduais.
O tenente-coronel Nelson Matter, do Corpo de Bombeiros, disse que era comum os bombeiros e as prefeituras fazerem vistas grossas para a legislação estadual porque as leis municipais eram mais simples. E o tenente-coronel reformado também manifestou solidariedade com os bombeiros santamarienses tendo em vista a gama de pressões a que a corporação era submetida. "Os bombeiros têm de lidar com um emaranhado de leis e sofrem pressão de todos os lados para conceder os alvarás. São prefeituras, políticos, conselhos de engenharia e arquitetura, e empresários", disse o oficial.
O prefeito Cezar Schirmer disse à imprensa que o alvará de localização da boate estava em processo de renovação e transferiu para os bombeiros as tarefas de fiscalização e interdição das boates. Por sua vez, a Brigada Militar confirmou que o alvará de incêndio ainda estava em liberação e declarou que acreditava existirem duas portas na boate devido às informações do responsável técnico e dos proprietários. A Brigada isentou os bombeiros da obrigação de interditar a boate e responsabilizou os proprietários pela falta de um plano de fuga.
As fotos divulgadas em 31 de janeiro mostraram que a boate não tinha extintores de incêndio nas paredes e uma funcionária confirmou que os donos da empresa mandavam retirar os aparelhos por questão de estética. O comandante municipal do Corpo de Bombeiros disse que fez uma vistoria no estabelecimento depois do pedido de renovação do alvará de incêndio, que foi posto em dia, enquanto o comandante estadual disse que o alvará não havia sido renovado porque estava na fila, mas uma portaria estadual determinava que o prazo para renovação não fosse superior a vinte dias.
Um dos integrantes da banda acusada de começar o incêndio duvidou da hipótese de que um sinalizador teria causado o evento. Segundo ele, um teste foi feito antes do show e as faíscas só atingiram dois metros de altura enquanto o teto da boate ficava a três metros. Disse também que o efeito pirotécnico já havia sido usado pela banda em boates e que nunca houve problemas antes.
O uso de pirotecnia na boate era muito comum conforme demonstravam as fotos e relatavam os frequentadores da casa noturna. Embora o comandante dos bombeiros tivesse dito que negou autorização para o uso dos artefatos, um estudante universitário descreveu o uso do seguinte modo: "O artefato costumava ser preso em garrafas de bebidas alcoólicas. Era bem comum. O pessoal que colocava lista de aniversário, se chegasse a vinte convidados, ganhava uma garrafa de espumante e o sinalizador ia dentro. Depois, o pessoal saía caminhando com aquilo". Segundo ele, o aniversariante podia circular livremente pelo local com o sinalizador aceso e cada pedido de espumante era atendido com duas garrafas, ambas com o artefato aceso. Disse também que a prática era comum nas demais boates da cidade.
O delegado Marcelo Arigony anunciou, em 31 de janeiro, que a causa da morte foi o gás cianídrico liberado pela espuma em contato com o fogo. É o mesmo gás usado como arma química na Primeira Guerra Mundial e como meio de extermínio dos judeus nos campos de concentração da Segunda Guerra Mundial. Dessa forma, os universitários que estavam na boate morreram em uma simulação de câmara de gás, não por causa do fogo em si. O DJ Lucas Peranzoni, que atuava na festa, disse que a fumaça negra levou apenas quinze segundos para ocupar todo o local.
O delegado Sandro Meinerz, que participou da investigação, descobriu que os bombeiros entregaram à Polícia Civil um plano de combate ao fogo da boate que na realidade não passava de um relatório de inspeção emitido eletronicamente em 2009. Tratava-se de um sistema informatizado, implantado em 2005, que funcionava do seguinte modo: o responsável técnico pelo projeto de uma obra comparecia ao Corpo de Bombeiros e apresentava informações básicas, que eram analisadas por um software.
O relatório gerado automaticamente servia como orientação para que o engenheiro soubesse se seu projeto estava dentro das especificações ou se necessitava de melhoras. Entretanto, os donos da boate Kiss usaram esse relatório como se fosse um plano de prevenção completo e os próprios bombeiros trataram o relatório como um documento final de licenciamento, sem verificarem as condições reais da boate quando esta entrou em funcionamento. O documento foi definido pelos especialistas como uma fraude técnica.
Em entrevista concedida ao repórter Giovani Grizotti, da RBS TV, Elissandro Spohr, o Kiko, um dos sócios da boate, tentou se eximir de todas as responsabilidades. Contrariando as testemunhas, ele disse não ter presenciado superlotação na boate. Disse também que nunca viu a banda usar pirotecnia e que ele mesmo abriu as portas na hora do fogo, no que também foi desmentido pelos testemunhos. Segundo ele, os bombeiros, que já tinham concedido o alvará de incêndio, só lhe disseram que a porta tinha que ser modificada e lhe indicaram uma empresa. Quanto à espuma, ele disse que preferia colocar gesso para obter o isolamento acústico, mas o engenheiro Miguel Ângelo Pedroso preferiu usar espuma; porém este, ouvido pela RBS, declarou que nunca usou espuma em projetos de acústica.
O Conselho Regional de Engenharia e Agronomia (Crea) divulgou um relatório oficial sobre as causas do incêndio em 4 de fevereiro de 2013. As duas principais foram o uso de um revestimento acústico inflamável exposto na zona do palco e a realização de um show com componentes pirotécnicos em ambiente impróprio. O fogo se propagou devido à falta de extintores de incêndio, e a insuficiência de saídas de emergência, aliada à superlotação, aumentou o número de vítimas.
O relatório também indicou que a boate não tinha um Plano de Prevenção Contra Incêndio (PPCI) e que os sócios dela tiraram proveito da fragilidade do sistema informatizado dos bombeiros para obterem alvarás sem cumprirem as normas técnicas. O coordenador da comissão do Crea-RS, Luiz Carlos Filho, disse que o brasileiro se sentia seguro demais por causa das medidas contra incêndios tomadas na década de 1970, quando houve muitos eventos desse tipo no país.
Em 5 de fevereiro, a Polícia Civil realizou nova perícia na boate para coletar provas mais precisas. Elissandro Spohr, o sócio da empresa que concedeu a entrevista acima e que estava internado em Cruz Alta, foi liberado e encaminhado ao mesmo presídio onde estavam presos os demais responsáveis pelo incêndio: seu sócio, Mauro Hoffman; o vocalista da banda Gurizada Fandangueira, Marcelo de Jesus dos Santos; e o produtor Luciano Augusto Bonilha Leão. Além disso, o governo federal aceitou o pedido de situação de emergência no município, o que permitiu às autoridades receberem recursos mais rapidamente e viabilizarem serviços com certas vantagens, como a dispensa de licitação.

### Segunda fase
Em 6 de fevereiro, os delegados Sandro Meinerz e Marcelo Arigony anunciaram que estavam começando a segunda fase das investigações, cujo objetivo era ouvir as pessoas que estavam do lado de fora da boate na noite do acidente, inclusive os bombeiros. O objetivo era saber como foi prestado o socorro e quais foram os obstáculos que os bombeiros e as vítimas enfrentaram. Somente depois de esgotada a fase de interrogatórios, a polícia passaria a estudar documentos. A situação da banda se agravou com um mandado de busca e apreensão implementado nas casas dos seus integrantes, no mesmo dia. Os policiais acharam fotos que comprovaram o uso de pirotecnia nos shows, o que os músicos já haviam confessado. Porém, as fotos valeram como prova documental.
A Defensoria Pública informou que foi procurada por várias famílias para obter indenizações dos sócios da boate e que acionou três dos seus núcleos especializados, não só para obter as indenizações como também para obter do poder público apoio médico e psicológico integral para as vítimas. Segundo a Defensoria, os sócios já estavam com cinco imóveis e uma conta no valor de quinhentos mil reais bloqueados. Entretanto, os bens deles não deveriam cobrir as ações indenizatórias, o que causaria a necessidade de obter o pagamento a partir da responsabilidade objetiva do Estado.
Em 13 de fevereiro, o jornal Correio de Santa Maria expôs um panorama da investigação até aquele momento. A Polícia Civil produzia um inquérito que daria material para o Ministério Público iniciar uma ação judicial nas esferas civil e criminal. O MP também trabalhava a fim de produzir provas para um futuro processo judicial. A terceira frente de investigação era a da Brigada Militar, que conduzia um processo interno de apuração das irregularidades dos bombeiros. Além disso, o Conselho Regional de Engenharia e Agronomia havia produzido um parecer apontando falhas de segurança contra incêndio e a Ordem dos Advogados do Brasil acompanhava todos esses procedimentos.
A investigação seguia estes rumos:
| Órgão                                       | Crimes apurados | Linhas de investigação | Prazo de conclusão |
| ------------------------------------------- | --- | --- | ------------------ |
| Polícia Civil                               | Homicídios culposos e dolosos, prevaricação, lavagem de dinheiro, falsidade, sonegação fiscal, lesão corporal, incêndio e os ambientais.                                                     | Causas do incêndio e a fiscalização da boate. | 28 de fevereiro.   |
| Brigada Militar                             | Homicídio, prevaricação, corrupção passiva e lesão corporal, dentre outros crimes militares que pudessem ser apontados pelo inquérito policial-militar.                                      | Falhas na concessão de alvarás de prevenção pelo Corpo de Bombeiros, o resgate das vítimas e o envolvimento de bombeiros em empresas de prevenção de incêndio.                                         | 9 de março.        |
| Ministério Público I                        | Improbidade administrativa. | Facilitação de concessão de alvarás de prevenção emitidos pelos bombeiros. O inquérito ganhou impulso com a descoberta de que a Hidramix, de propriedade de um bombeiro, prestou serviço à boate Kiss. | Sem data.          |
| Ministério Público II                       | Improbidade administrativa e crime de responsabilidade. | Expedição de alvarás em desacordo com a legislação. | Sem data.          |
| Prefeitura                                  | Não instaurou inquérito. | |                    |
| Câmara de Vereadores                        | Não instaurou inquérito. | |                    |
| Ordem dos Advogados do Brasil               | Um relatório sobre o episódio foi entregue à OAB nacional. | |                    |
| Conselho Regional de Engenharia e Agronomia | Emitiu parecer sobre problemas de segurança, como a falta de uma segunda saída de emergência e a ausência de um Plano de Prevenção e Combate a Incêndio assinado por um responsável técnico. | |                    |

Ainda em 13 de fevereiro, a Assembleia Legislativa instaurou duas comissões parlamentares de inquérito para acompanhar as investigações em Santa Maria. Os integrantes da primeira comissão eram Jorge Pozzobom (coordenador), Valdeci Oliveira, Giovani Feltes, Mano Changes e Gilmar Sossella; com o objetivo de apenas obter informações sobre as responsabilidades. A segunda comissão, liderada por Adão Villaverde, visava a analisar as legislações estadual e municipais para prevenção de incêndios. Essa comissão foi motivada pelo parecer técnico do Conselho Regional de Engenharia e Agronomia, que propôs uma atualização na legislação e no sistema de fiscalização.
Conforme a polícia, o empresário Elissando Spohr teria sido notificado pelos bombeiros, em julho de 2011, para aumentar a largura da porta da boate em 20 cm, mas não cumpriu a exigência. Um perito do Departamento de Criminalística estava examinando o interior da boate e reconstruindo o cenário com o software AutoCad, visando a apresentar uma planta-baixa da Kiss e uma variação em 3D capazes de subsidiar as investigações. O trabalho do perito formado em arquitetura seria entregue até o fim do mês.
Em 15 de fevereiro, a polícia informou que o inquérito se prolongaria até 26 de fevereiro e que indiciaria seis pessoas pelo menos, incluindo fiscais da prefeitura e bombeiros. A polícia já havia apurado que a prefeitura só concedeu alvará de localização à boate um ano depois de aberta, prazo durante o qual a empresa teria sido notificada e até multada. 210 pessoas já haviam sido ouvidas e a meta era chegar a quinhentos depoimentos até o fim do inquérito policial, o que permitiria reconstituir o incêndio.
Enquanto o inquérito avançava, o prefeito Cezar Schirmer recebia representantes das comissões da Câmara dos Deputados, da Assembleia Legislativa gaúcha e da Comissão Representativa Provisória da Câmara Municipal. Ele apresentou diversos documentos, dentre eles as legislações estaduais e municipais, e relatou as ações do poder público no caso da boate Kiss. Schirmer voltou a cobrar uma legislação mais eficiente e principalmente pediu relações melhores entre as três esferas de governo. O deputado Paulo Pimenta, relator da Comissão Parlamentar Externa federal que acompanhava o caso, também defendeu normas que pudessem regularizar e facilitar a fiscalização, bem como medidas para prevenir novas tragédias.
Em 18 de fevereiro, o jornal Zero Hora divulgou que um resultado de perícia feita pelo Instituto Geral de Perícias do Rio Grande do Sul, em parceria com o Laboratório Policial de Química Forense da Polícia da Província de Buenos Aires, não revelou cianeto nos corpos em quantidade suficiente para causar as mortes. Entretanto, segundo especialistas ouvidos pelo jornal, o gás não deixa vestígios ao se misturar com outras moléculas no corpo humano.
O conteúdo completo do relatório do Crea foi divulgado pela imprensa em 19 de fevereiro. Os documentos apontaram que a acústica do local era feita com revestimento de duas camadas de forro de gesso e outras duas de lã de vidro. A capacidade da boate era de setecentas pessoas. Isso não impediu que o alvará de incêndio fosse concedido em março de 2010. Quatro meses depois, foram constatadas irregularidades nos extintores, nas iluminações, nas saídas de emergência e nas mangueiras de gás. Em julho, concedeu-se um novo alvará porque as irregularidades teriam sido solucionadas.
Em 2012, a prefeitura solicitou um isolamento acústico à boate. Isso foi feito com uma espuma inflamável, que causou a morte das vítimas ao liberar gás de cianeto. O novo laudo apresentado pela boate, em cumprimento da exigência, não mencionava a espuma, continuava citando o revestimento de gesso e de lã de vidro. O alvará venceu novamente em outubro de 2011, mas, só em novembro de 2012, a empresa solicitou uma inspeção para obter novo alvará, que estava na fila para ser concedido.
No incêndio, a temperatura atingiu 300 graus Celsius e a fumaça formou uma nuvem que atingiu rapidamente um metro e meio de altura. A única forma de sobreviver seria rastejando, mas a escassez de portas de emergência, assim como o excesso de obstáculos, contribuiu para dificultar a fuga. O cenário se formou em cinco minutos e o relatório estimou que seriam necessários também cinco minutos para a evacuação do local. O presidente do Crea-RS, Luiz Alcides Capoani, afirmou que o episódio de Santa Maria “foi uma sucessão de erros. Erros dos mais primários, em termos técnicos” e criticou o modelo de fiscalização vigente.
O inquérito policial seria seguido pela atuação do Ministério Público e pelo julgamento, porém, segundo os especialistas, a complexidade do cenário e dos atores envolvidos no crime poderia retardar o desfecho do caso em vários anos. Conforme a opinião de Carlos Ari Sundfeld, professor de Direito da Fundação Getúlio Vargas: “Ainda é preciso definir quais foram os papéis de cada um dos atores. Houve negligência dos donos da casa noturna? Os seguranças impediram a saída do público? Por que um integrante da banda acendeu um sinalizador? Isso foi a causa do incêndio?”. Seria também necessário definir o tipo de crime, se homicídio culposo ou doloso, e os acusados poderiam entrar com recurso nos tribunais superiores. Mesmo a prisão preventiva seria difícil em função das benesses da lei penal.

### Conclusão do inquérito
O inquérito policial entrou na sua última semana com os depoimentos finais de sobreviventes do incêndio e com a montagem de uma maquete tridimensional do cenário da boate, feita por peritos de Brasília. Em 21 de fevereiro, já havia duas mil páginas e 240 pessoas já haviam sido ouvidas. A polícia tinha recebido os celulares das vítimas para perícia e 33 pessoas seguiam internadas em Santa Maria e Porto Alegre.
A verdadeira situação da boate, em termos de alvará de localização, foi conhecida em 21 de fevereiro. A boate começou a funcionar sem o alvará em 31 de julho de 2009 e depois foi multada seis vezes pela prefeitura. Chegou a sofrer um embargo quatro meses depois de abrir, mas este só durou cinco dias. Somente em 14 de abril de 2010, o alvará foi concedido, porém com multas que totalizavam quinze mil reais. Os sócios originais da empresa eram Alexandre Silva da Costa, Tiago Muti e Eliseu Spohr, pai de Elissandro Spohr, o Kiko; que depois venderam a casa noturna para Kiko e Mauro Hoffmann.
Conforme um dono de boate que não quis se identificar, era uma prática comum no município, como em todo o país: "A regra é pegar o telefone e ligar para um amigo na prefeitura. É pedir uma colher de chá para funcionar enquanto os papéis tramitam. Temos os funcionários e a manutenção da casa para pagar". Ou seja, havia um "amigo da Kiss" na prefeitura, como foi confirmado ao jornal Zero Hora por um servidor municipal. A situação do alvará de incêndio foi esclarecida pelo tenente-coronel do Corpo de Bombeiros Daniel da Silva Adriano. Ele disse que concedeu o alvará porque em 2009 não se exigia a presença de um engenheiro técnico.
O Ministério Público anunciou, em 26 de fevereiro, que indiciaria quatro pessoas: Elissandro Spohr, o Kiko, e Mauro Hoffman, sócios da Kiss; o membro da banda Gurizada Fandangueira, Marcelo dos Santos; e o produtor do grupo, Luciano Augusto Bonilha Leão; todos já presos provisoriamente. A morte por asfixia transformou o crime em homicídio qualificado, com pena de doze a trinta anos. A denúncia seria apresentada assim que o inquérito policial ficasse pronto.
Em 27 de fevereiro, o delegado Marcelo Arigony anunciou que o laudo do Instituto Geral de Perícias havia concluído que o cianeto foi realmente a causa da morte das pessoas na boate. Ele aguardava o laudo oficial e os últimos depoimentos para encerrar o inquérito. Os sócios da boate e os outros presos poderiam ter sua prisão temporária convertida para preventiva, dias antes um habeas corpus havia sido negado para Elissandro Spohr.
Em entrevista ao portal G1, Arigony disse que aquele era o maior inquérito da história da Polícia Civil gaúcha, com quatro mil páginas e mais de quinhentos depoimentos até o dia 28 de fevereiro. Ele disse que enfrentou enorme pressão no início, principalmente quando a imprensa mundial chegou a Santa Maria e investigava com mais celeridade que os próprios policiais. No dia do acidente, ele teve dificuldade para montar um gabinete de gerenciamento de crise, especialmente na hora de organizar os pais, que entravam no ginásio e queriam ver os filhos vivos. O delegado perdeu uma prima e por pouco não perdeu a filha no incêndio, por causa disso se arguiu a possibilidade de seu impedimento na investigação.
Em primeiro de março, a Justiça transformou a prisão temporária dos quatro suspeitos em prisão preventiva. O juiz Ulysses Louzada disse que "o acontecimento gerou comoção mundial e motivou uma série de mudanças quanto à estrutura de casas noturnas e aos locais de concentração de pessoas no país", revogando assim a modalidade anterior de prisão e dando à polícia mais dez dias para a conclusão do inquérito.
Em 5 de março, a outra boate de propriedade de Mauro Hoffmann, chamada Absinto Hall, foi fechada. Em comunicado oficial, a boate, muito maior que a Kiss, disse no seu sítio de Internet que, embora estivesse com documentação em dia e fosse uma empresa de referência na cidade, estava encerrando suas atividades. No mesmo dia, a engenheira mecânica Jozy Maria Gaspar Enderle, proprietária da empresa Marca Engenharia, disse que elaborou um plano de prevenção baseada em uma planta-baixa da boate, mas não acompanhou a execução das obras.
Ela disse ter sido procurada em 2009 pelo engenheiro Tiago Mutti, na época um dos proprietários da Kiss, e ter encaminhado o cadastramento da boate ao Sistema Integrado de Gerenciamento de Prevenção Contra Incêndio do Corpo de Bombeiros. Entretanto, as mudanças propostas por meio do projeto, que teriam evitado a tragédia, não foram executadas, sem que os bombeiros tivessem tomado providências.
Com base nesse plano de prevenção, o alvará de incêndio foi concedido em 2009. A engenheira afirmou ter retirado o alvará pessoalmente, mas o jornal Zero Hora apurou que o documento foi retirado pelo bombeiro aposentado Clandio Silva Ribeiro, que, à época, tinha um relacionamento com ela. O nome dele aparecia cinco vezes como a pessoa que retirava documentos em nome da Kiss e Jozy disse que a Seção de Prevenção a Incêndio dos bombeiros tinha uma relação de empresas prestadoras de serviço, dentre as quais a Hidramix, de propriedade de um bombeiro, a mesma que foi sugerida aos sócios da boate.
Dessa forma, a Polícia Civil, a Brigada Militar e o Ministério Público investigavam uma rede de corrupção que beneficiava empresas comerciais, as quais contratavam serviços de prevenção de incêndio de empresas administradas por bombeiros; configurando-se tráfico de influência. O jornal também apurou que a Kiss funcionou durante um ano, entre agosto de 2010 e agosto de 2011, sem alvará de incêndio e resumiu assim a situação existente em janeiro de 2013: seis primeiros meses de funcionamento sem alvará de localização da prefeitura; um ano sem alvará de incêndio; um ano com licença de operação ambiental da prefeitura vencida; e cinco meses com o último alvará de incêndio vencido.
Em 7 de março, a polícia recebeu os laudos do Instituto Geral de Perícias que confirmaram a morte das vítimas por cianeto e carboxiemoglobina. Com isso, ficou comprovada a tese de que a espuma acústica foi a causa das mortes. A polícia recebeu também uma lista das vítimas do incêndio, com cerca de seiscentos nomes de pessoas que receberam atendimento médico. A partir dali, o delegado pretendia cruzar esses nomes com os dos mortos, com os dos feridos que estavam nos hospitais e com os das pessoas que já tinham prestado depoimento à polícia; confirmando-se assim a superlotação na boate. O inquérito já estava com seis mil páginas.
Em 11 de fevereiro, a polícia ouviu duas arquitetas que elaboraram o projeto de reforma da boate, que, segundo elas, teria 29 alterações em relação ao projeto do curso pré-vestibular que existia antes, no mesmo prédio. O arquiteto da prefeitura, Rafael de Oliveira, também foi ouvido e disse que a boate nunca implementou as medidas exigidas pela secretaria municipal, configurando-se abandono de projeto. O delegado Sandro Meinerz disse que estava apurando por que a prefeitura, tendo conhecimento da situação da boate, não tomou providências. O prefeito Cezar Schirmer prestou depoimento dias antes e afirmou que toda a tramitação dos documentos estava a cargo das secretarias e que ele não tinha conhecimento da situação das empresas.
O projeto foi retirado em 2010 com seis pendências: habite-se, rampas de acesso, acessibilidade interna da boate, selos indicativos para normas de segurança e conclusão de uma reforma iniciada em 2003. Todas as obras na boate foram feitas sem essas exigências da Secretaria de Controle de Mobilidade Urbana, mas mesmo assim o alvará de localização foi concedido pela Secretaria de Finanças. Além disso, a polícia confirmou oficialmente que a Kiss estava superlotada no dia do acidente: havia 1.061 pessoas para uma capacidade de apenas 691.
Entre agosto e dezembro de 2009, os fiscais da prefeitura recomendaram o fechamento da boate pelo menos cinco vezes, mas, em vez disso, ela foi somente multada. O secretário municipal de Controle e Mobilidade Urbana, Miguel Passini, disse que o fiscal não tinha poder de polícia, podendo apenas comunicar o fato a seu superior, que também teria que comunicar o seu superior, passando por toda uma cadeia hierárquica. Mesmo lacrando o estabelecimento, este poderia reabrir assim que o fiscal virasse as costas e assumir as multas por descumprimento da ordem. Passini acrescentou que o problema foi ter continuado a aplicar multas em vez de fechar a Kiss.
A análise dos laudos do Instituto Geral de Perícias revelou que havia apenas uma porta para saída e outra de emergência no mesmo local, o que dificultou a fuga dos estudantes, embora houvesse legislação permitindo essa situação das portas. Os laudos somavam mais de mil páginas e o inquérito policial tinha mais de oito mil no dia 17 de março, devendo ser resumido nos dias seguintes para a conclusão do procedimento. O delegado Marcelo Arigony disse que, pelo volume de pessoas mortas e de fatos envolvidos, era um dos maiores inquéritos da história da polícia brasileira.
Outra conclusão dos laudos foi que as barras de ferro na saída foram decisivas para as mortes. Eram quatro barras com mais de um metro de altura cada uma, a que mais causou problemas foi uma barra transversal ao movimento dos clientes, que manteve as pessoas presas até que fosse finalmente derrubada, mas nesse momento muitas já tinham morrido asfixiadas ou pisoteadas. As outras três barras eram paralelas ao deslocamento dos clientes e serviam para controlar o fluxo das pessoas. O delegado Sandro Meinerz disse que os peritos enfatizaram a importância da barra transversal no laudo.
Em 22 de março de 2013, o delegado Marcelo Arigony entregou a conclusão do inquérito em entrevista coletiva. No total, 28 pessoas foram apontadas pelo inquérito policial como responsáveis pela tragédia, incluindo o prefeito da cidade, Cezar Schirmer, e o comandante do Corpo de Bombeiros da região, tenente-coronel Moisés Fuchs. O delegado também mostrou dois vídeos inéditos gravados com telefones celulares, que mostravam o início do fogo e a fumaça tomando conta do ambiente em cerca de quarenta segundos. A partir dali, o Ministério Público teria dez dias para dar andamento ao processo por via judicial. Uma vez feita a denúncia pelo MP, os indiciados se tornariam formalmente acusados e, uma vez aceito o processo pela Justiça, eles se tornariam réus de julgamento. Eram treze mil páginas, 52 volumes e mais de oitocentos depoimentos. Nove pessoas foram indiciadas por homicídio com dolo eventual qualificado.

#### Principais itens da conclusão
- O fogo teve início por volta das 3 horas da madrugada do dia 27 de janeiro, no canto superior esquerdo do palco.

- Ele foi deflagrado por uma faísca de fogo de artifício empunhado por um integrante da banda Gurizada Fandangueira.

- O extintor de incêndio, localizado ao lado do palco da boate, não funcionou no momento do início do fogo.

- A boate Kiss apresentava uma série de irregularidades quanto aos alvarás.

- Havia superlotação: no mínimo 864 pessoas estavam no interior da boate.

- A espuma utilizada para isolamento acústico era inadequada e irregular, feita de poliuretano.

- As grades de contenção existentes na boate atrapalharam e obstruíram a saída das vítimas.

- A boate tinha apenas uma porta de entrada e saída.

- Não havia rotas adequadas e sinalizadas para a saída em casos de emergência.

- As portas apresentavam unidades de passagem em número inferior ao necessário.

- Não havia exaustão de ar adequada, pois as janelas estavam obstruídas.

Lista de indiciados por homicídio doloso:
1. Marcelo de Jesus dos Santos (vocalista da banda Gurizada Fandangueira);
2. Luciano Augusto Bonilha Leão (produtor da banda Gurizada Fandangueira);
3. Elissandro Callegaro Spohr (sócio-proprietário da Kiss);
4. Mauro Londero Hoffman (sócio-proprietário da Kiss);
5. Ricardo de Castro Pasche (gerente da Kiss);
6. Ângela Aurelia Callegaro (irmã de Kiko, proprietária da boate no papel);
7. Marlene Teresinha Callegaro (mãe de Kiko, proprietária da boate no papel);
8. Gilson Martins Dias (bombeiro que vistoriou a boate);
9. Vagner Guimarães Coelho (bombeiro que vistoriou a boate).

Lista de indiciados por homicídio culposo:
1. Miguel Caetano Passini (secretário de Mobilidade Urbana);
2. Luiz Alberto Carvalho Junior (secretário do Meio Ambiente);
3. Beloyannes Orengo de Pietro Júnior (chefe da fiscalização da Secretaria de Mobilidade Urbana);
4. Marcus Vinicius Bittencourt Biermann (funcionário da Secretaria de Finanças que emitiu o alvará de localização da boate).

Lista de indiciados por fraude processual:
1. Gerson da Rosa Pereira (major dos bombeiros que incluiu documentos na pasta referente ao alvará da boate após a tragédia);
2. Renan Severo Berleze (sargento dos bombeiros que incluiu documentos na pasta referente ao alvará da boate após a tragédia);
3. Elton Cristiano Uroda (ex-sócio da boate Kiss, que deu falso testemunho).

O prefeito Cezar Schirmer também foi indiciado, mas seu foro especial por prerrogativa de função exigiria análise mais aprofundada a cargo do Ministério Público.

### Reações
O Corpo de Bombeiros do Rio Grande do Sul pediu ao governo do estado mais autonomia e um modelo de prevenção de incêndios que fosse mais eficiente. O inquérito citou treze bombeiros, quatro foram indiciados criminalmente e nove seriam julgados pela Justiça Militar. Os oficiais, reunidos em Porto Alegre, criticaram o governador Tarso Genro, que afastou o tenente-coronel Moisés Fuchs, comandante regional da corporação. Segundo eles, o oficial teria que ser afastado pelo Diário Oficial, não pelo rádio, o que foi uma agressão contra a moral dos oficiais da Brigada Militar, à qual os bombeiros estão atrelados.
O presidente estadual do PMDB, deputado Edson Brum, disse que as atitudes da Polícia Civil foram direcionadas para incriminar o prefeito Cezar Schirmer e perguntou por que o comandante-geral do Corpo de Bombeiros, Guido Pedroso de Melo, o secretário de segurança, Airton Michels, e o governador do estado, Tarso Genro, também não foram responsabilizados. Segundo o deputado, as demais autoridades deveriam ter recebido o mesmo tratamento e "o mais fácil é culpar o prefeito quando todos sabem que são os bombeiros os maiores responsáveis por falhas de segurança".
Os pais dos estudantes mortos se reuniram para um almoço oficial da Associação dos Pais de Santa Maria, a entidade criada por eles depois do incêndio, com o objetivo de reivindicar justiça e cobrar indenizações. O presidente da associação, Adherbal Alves Ferreira, disse que noventa e cinco por cento dos pais estavam contentes com o inquérito e que a entidade se reuniria com os delegados antes de fazer um pronunciamento oficial. Havia 435 pessoas no almoço.
Os advogados dos sócios da boate declararam que o inquérito foi uma covardia e que a polícia ignorou um compromisso firmado em 2009 para a melhora da empresa. Disseram também que não estavam surpresos porque o resultado havia sido anunciado antecipadamente, de uma forma típica de estados autoritários, e que houve o sacrifício do princípio da presunção de inocência dos estados democráticos de direito. Ainda nas palavras deles: "O inquérito apresenta impropriedades tanto de ordem técnica como de lógica jurídica, que serão, ponto a ponto, afastadas ao longo da instrução processual, como a esdrúxula imputação de concurso material, ou ainda a diferenciação de imputação de crime culposo para uns e de dolo eventual para outros, sobretudo quando a base da investigação é a assunção de risco".
A reação mais enérgica foi a do major dos bombeiros Gerson da Rosa Pereira, chefe do Estado Maior do 4º Comando Regional do Corpo de Bombeiros do Rio Grande do Sul. Ele divulgou uma carta aberta à população, na qual se disse indignado pela "maldade e falta de escrúpulos" do delegado Marcelo Arigony e comparou o inquérito a uma execução medieval. Disse que publicar na Internet documentos e apontar responsáveis antes do processo judicial foi uma degola pública e que sua vida e família estavam arruinadas de forma irreversível. O major também questionou o indiciamento por fraude processual, que não é um crime previsto no Código Penal Militar, e finalizou a carta com uma declaração emocionada contra o delegado Arigony.
Em entrevista à RBS, o delegado Marcelo Arigony disse que havia pessoas criticando o inquérito por motivos partidários e que não indiciou o governador Tarso Genro e o secretário de Segurança Pública, Airton Michels, porque eles não tiveram participação direta ou indireta na tragédia. Quanto ao prefeito Schirmer, este foi responsabilizado porque disse ao Ministério Público, em 9 de setembro de 2011, que a licença da boate estava vencida há seis meses, o que o fez cair em contradição já que declarou no depoimento à polícia que não tinha conhecimento da situação da boate.
Ele também acusou Schirmer de ter sonegado informações e de ter cometido erros e omissões. Não fiscalizou a boate, não exigiu que ela se adequasse à legislação, não promoveu a integração entre os setores da prefeitura e não enviou à polícia o documento mais importante, feito por um arquiteto da prefeitura, que apontava 29 irregularidades na Kiss. Em diligência feita na prefeitura, o delegado achou o documento, mas no setor errado. Segundo ele, essa conduta omissiva e negligente contribuiu para o incêndio. Em defesa do prefeito, sua assessoria de imprensa disse que o documento estava no arquivo da Superintendência de Análise de Projetos, não junto aos outros documentos relativos à Kiss, e que ele entregou os documentos requeridos.
Por sua vez, o prefeito Cezar Schirmer classificou o inquérito como "uma tese ridícula e uma aberração jurídica". Disse também que o inquérito foi manipulado politicamente pelo governo estadual, que era petista, inclusive com visitas do chefe da Polícia Civil gaúcha a Santa Maria para orientar o delegado Arigony; referindo-se ao delegado Ranolfo Vieira Júnior, nomeado pelo governador do estado, Tarso Genro. Ainda conforme Schirmer, o único que falou em impeachment foi o delegado regional Arigony, que não estava qualificado para abordar questões políticas. Em relação aos quatro secretários municipais responsabilizados por homicídio culposo, o prefeito disse que aceitaria suas exonerações se eles colocassem os cargos à disposição, mas que os considerava honestos até prova em contrário.

### Inquérito policial-militar
Em 12 de junho, a Brigada Militar entregou o relatório de seu inquérito ao comandante-geral, coronel Fábio Duarte Fernandes, em Porto Alegre. O inquérito indiciou oito bombeiros, porém não por homicídio, o que deixou as vítimas frustradas. Foram indiciados por inobservância da lei: capitão Alex da Rocha Camilo, sargento Renan Severo Berleze, sargento Sérgio Roberto Oliveira de Andrades, soldado Marcos Vinícius Lopes Bastide, soldado Gilson Martins Dias, soldado Vagner Guimarães Coelho. Eles não teriam relatado a falta de uma central de gás no prédio nem treinado os funcionários da casa noturna em prevenção de incêndio. A pena prevista é de três meses a um ano de detenção.
O inquérito concluiu que as principais causas da tragédia foram a presença de barras de contenção de metal na saída, que impediam os clientes de saírem sem pagar, e a colocação de espuma antiacústica feita de material tóxico. Essas duas instalações foram feitas sem conhecimento e sem autorização dos bombeiros. Por isso, os bombeiros acima não seriam responsáveis pelas mortes ocorridas na boate.
O sargento Roberto Flávio da Silveira e Souza foi indiciado por falsidade ideológica e exercício ilegal da profissão. Ele era sócio da empresa Hidramix, que prestava serviços a empresas, mas a lei não permite que um bombeiro exerça atividades empresariais. A pena prevista é de detenção de um a três anos. O tenente-coronel Moisés da Silva Fuchs foi indiciado por condescendência criminosa, visto que atestou como legal a atuação de Souza como empresário e policial. A pena é de seis meses de detenção.
O inquérito tinha sete mil páginas em 35 volumes e foi elaborado a partir de 699 depoimentos tomados desde o dia 30 de janeiro. Após analisar o inquérito e emitir seu parecer, o comandante Fábio Duarte deveria remetê-lo em quinze dias à Justiça Militar Estadual, na Auditoria Militar de Santa Maria, para dar andamento ao processo criminal. O coronel Flávio da Silva Lopes, coordenador da investigação, disse que os bombeiros estavam ocupados demais no socorro das vítimas e não podiam evitar o retorno à boate dos sobreviventes que tentavam salvar seus amigos.
A associação dos familiares e vítimas acompanhou a divulgação do relatório a convite da Brigada. O presidente da entidade, Adherbal Alves Ferreira, disse que o sentimento era de angústia: “O que aconteceu representa, considerando todos os envolvidos, um universo de doze mil pessoas. Cada vez que falo sobre isso, eu me sinto meio engasgado. Ver uma tragédia dessa proporção ser tratada dessa maneira, como crime culposo... É uma sensação de impunidade que nos faz querer lutar cada vez mais pela justiça”. Os membros da associação se sentiram revoltados porque haveria somente punições brandas e porque a boate continuou funcionando apesar de estar com o alvará de incêndio vencido.

### Novo inquérito
No mês de dezembro de 2013, a Polícia Civil apresentou um novo inquérito para apontar falhas não relatadas no primeiro. Os delegados estavam convencidos da existência de um esquema de fraudes e amizades que envolvia bombeiros, polícia ambiental, promotores de Justiça e membros da prefeitura. A base dessa fraude seria a atuação do engenheiro Tiago Flores Mutti, ex-dono da boate Kiss, e a do pai dele, Santiago, os quais, segundo a polícia, seriam indiciados por falsidade ideológica.
Eles teriam organizado uma consulta popular fraudulenta para o Estudo de Impacto de Vizinhança (EIV) da danceteria, destinado a verificar se o nível de ruído estava acima do permitido pela legislação. Depois de uma queixa de oitenta vizinhos, eles conseguiram um abaixo-assinado com sessenta nomes para a manutenção do estabelecimento no local, porém apenas 21 dessas pessoas moravam perto da boate, o que era uma condição exigida pela lei.
Além disso, Tiago Mutti assinou um laudo declarando que o volume do som da Kiss estaria dentro dos limites estabelecidos em lei, mas ele não poderia ter feito isso porque era um dos donos da casa noturna. O inquérito, já com mil páginas naquele momento, pretendia ir muito além do problema do ruído. Os policiais descobriram que, de 2009 a 2013, período em que esteve aberta, a boate não teria funcionado nem um mês sequer atendendo às exigências da lei para a manutenção de suas atividades, o que remetia o caso para a prefeitura, tendo em vista as licenças concedidas sem as exigências mínimas da legislação.
Até mesmo o Ministério Público foi criticado. Este teria deixado o caso Kiss se arrastar por dois anos, permitindo inclusive a instalação da espuma acústica. Quanto à prefeitura, esta teria deixado passarem 29 irregularidades. Uma secretaria chegou a pedir o embargo da boate, mas os sócios se valeram de uma manobra administrativa, que foi aceita por outra secretaria: conseguiram trocar o endereço da empresa, a sua numeração na rua foi mudada de 1.935 (embargo por obra irregular) para 1.925 (dívida ativa). Assim, a Kiss ficou com duas pastas na prefeitura, uma pedindo embargo e outra atestando dívida ativa; mas a boate não foi interditada por nenhum desses motivos.
Eram as seguintes as conclusões oficiais do inquérito:
- Policiamento ambiental: não fez, até a data do incêndio, uma das medições acústicas solicitadas pelo Ministério Público. Vizinhos da boate afirmaram que o ruído continuava atrapalhando seu sono, mesmo após as reformas previstas no Termo de Ajuste de Conduta (TAC) proposto pelos promotores de Justiça. A constatação do ruído poderia ter determinado a interdição da boate antes da data da tragédia.

- Donos da boate: não teriam pago taxas de vistorias, ISSQN, taxas de licenças e multas durante os anos de funcionamento da Kiss. Também teriam fraudado consultas populares para conseguir licenças de funcionamento.

- Bombeiros: teriam permitido o funcionamento irregular da boate sem alvará, em determinadas ocasiões. Depois, foi concedido alvará com método simplificado (o SIGPI). Não teriam comunicado aos demais órgãos que a boate funcionava sem alvará.

- Secretaria de Finanças: teria emitido o alvará de localização sem que todos os requisitos legais fossem atendidos e permitido o funcionamento do estabelecimento sem a licença de localização. Teria expedido esse documento sem atender a preceitos legais. Teria havido negligência na cobrança de receitas devidas pela boate, como taxa de licença, vistoria, ISSQN, multas e resultantes destas, bem como nos registros em dívida ativa dos valores não recolhidos nos prazos de vencimento.

- Secretaria de Proteção Ambiental: teria permitido o funcionamento da boate sem a licença de sua competência, não empregado as penalidades previstas na legislação ambiental e municipal, assim como não teria aplicado as multas e os tributos devidos (taxa de vistoria ambiental). Teria emitido licenças de operação contrárias ao previsto na lei (laudo acústico emitido por pessoa física e sócio da boate). Teria permitido a perpetuação do crime de poluição sonora e não comunicado os demais setores da prefeitura sobre as ocasiões em que a boate estava irregular.

- Procuradoria do Município: ao ser comunicada pela Secretaria de Proteção Ambiental de que a boate estava funcionando sem a devida licença, deveria ter solicitado a instauração de procedimento investigatório a fim de apurar a emissão das licenças para a danceteria. Deveria ainda ter adotado medidas judiciais contra os proprietários da boate Kiss, que desobedeciam às ordens de cessação das atividades, no caso do embargo.

- Prefeito Cezar Schirmer: teria permitido o funcionamento da Kiss sem que esta atendesse aos requisitos mínimos exigidos nas leis municipal e federal. Não teria promovido ato administrativo para apurar os motivos pelos quais a boate funcionava sem licenças, nem teria buscado investigar as denúncias das vítimas do crime de poluição sonora. Não teria punido os donos da boate por descumprimento das autuações e embargos que determinavam o imediato fechamento da danceteria. Teria negligenciado a fiscalização do funcionamento da Kiss e de vinte outros estabelecimentos, o que resultou na não arrecadação de ISSQN, taxas e receitas de multas.

- Secretaria de Saúde: teria permitido o funcionamento da boate sem a licença de sua competência. Não fechou o estabelecimento conforme previa a legislação sanitária e municipal, assim como não teria aplicado as multas devidas nem cobrado os tributos devidos (taxa de vistoria sanitária).

- Secretaria de Mobilidade Urbana: responsável pela fiscalização para fins de emissão de alvará de localização, sabia da situação da Kiss e não teria solicitado providências judiciais pelo descumprimento das autuações e do embargo promovidos. Fez vistorias de 2009 a 2012, mas não teria fechado a boate, mesmo com o local não atendendo aos requisitos para obtenção e manutenção do alvará de localização.[68]

## Processo judicial
Segundo o professor de Direito Civil da Universidade de Brasília, Frederico Viegas, o julgamento dos acusados seria longo e complexo, principalmente no que se referia a indenizações. Os responsáveis deveriam tentar acordos com as vítimas e os recursos certamente subiriam até o Superior Tribunal de Justiça (STJ). Disse também que a responsabilidade seria dividida entre todos os atores do acidente e que a indenização provavelmente seria de sete salários mínimos por vítima, multiplicados pelos anos que faltariam até que os jovens completassem 65 anos de idade. Para o professor, a melhor solução seria as vítimas formarem uma associação para entrarem conjuntamente na Justiça, isso diminuiria muito os custos. Associações desse tipo foram feitas nos acidentes aéreos da TAM e da Gol e, de fato, as vítimas de Santa Maria já haviam formado uma associação.
A procuradora do município de Santa Maria, Anny Desconzi, contestou a decisão da Defensoria Pública de entrar com ação de indenização por danos morais e materiais contra a prefeitura e contra o estado do Rio Grande do Sul. Segundo ela, o poder público ofereceu ampla assistência às vítimas e condenar a fazenda pública seria condenar todos os contribuintes. Além disso, o nexo de causalidade seria difícil de estabelecer, seria difícil provar que a prefeitura concorreu diretamente para o evento. A tutela antecipada também seria difícil de obter porque a Justiça não a concede quando o réu é uma instituição pública.
Os promotores que atuavam no caso pensavam em ir à Argentina para estudar as medidas judiciais adotadas no caso de Buenos Aires, na boate República Cromañón, em 2004. Eles também receberam o promotor estadunidense que atuou no caso de Rhode Island, na boate The Station, em 2003. O ex-procurador Patrick Lynch, que veio espontaneamente ao Brasil, afirmou que as exigências em matéria de fiscalização e prevenção aumentaram muito depois do incêndio que vitimou uma centena de pessoas. Entretanto, ele não esperava os mesmos resultados em termos de punições porque as autoridades possuem imunidades diferentes nos Estados Unidos.
O envolvimento do prefeito Cezar Schirmer causou dúvida entre os membros do Ministério Público porque um prefeito possui foro especial por prerrogativa de função no Tribunal de Justiça do estado. O caso teria que ser apreciado por três desembargadores do tribunal e só voltaria a tramitar na Justiça de Santa Maria se a decisão fosse pelo arquivamento do processo contra Schirmer. Caso o processo tivesse continuidade, não só o prefeito como também os demais indiciados seriam julgados no TJ, mas alguns juristas defendiam uma cisão do processo, ficando apenas a parte relativa ao prefeito em Porto Alegre.
Em 27 de março de 2013, no aniversário dos dois meses da tragédia, a Defensoria Pública protocolou um pedido de indenização no fórum de Santa Maria, com o objetivo de obter reparos financeiros para as vítimas sobreviventes do incêndio e para as famílias das vítimas fatais. Os réus citados foram o estado do Rio Grande do Sul, o município de Santa Maria, os donos da boate Kiss e as empresas que prestaram serviços à casa noturna. As ações pediam indenização por danos morais, danos morais coletivos, danos materiais e lucros cessantes. O valor da indenização seria decidido pelo juiz.

### Primeira fase: instauração do processo
Em 2 de abril, o Ministério Público denunciou à Justiça oito pessoas, quatro por homicídio doloso qualificado e 623 tentativas de homicídio, duas por fraude processual e duas por falso testemunho. Se a Justiça aceitasse a denúncia, o caso iria a júri popular, o que era a intenção dos promotores, pois assim o julgamento seria feito pela sociedade de Santa Maria. O dolo eventual dos sócios da boate e da banda, segundo os promotores, ficou comprovado porque todos sabiam dos riscos a que submetiam o público com fogos de artifício.
Dois bombeiros foram denunciados por fraude processual, considerada a adulteração dos documentos relativos à boate Kiss no Corpo de Bombeiros, inclusive laudos técnicos sobre o incêndio. Entretanto, o indiciamento deles por homicídio doloso foi alterado para denúncia por homicídio culposo devido à falta de caracterização de conduta dolosa. Eles seriam julgados pela Justiça Militar. E o MP também pediu à polícia mais investigações sobre as proprietárias oficiais da boate e sobre dois servidores de alto escalão da prefeitura, além de ter pedido o arquivamento das investigações relativas a três pessoas que não puderam ser responsabilizadas.
Uma vez aceita a denúncia pela Justiça, os acusados se tornariam réus e teria início a fase de instrução do processo, caracterizada por audiências para depoimentos de testemunhas, perícias e outros procedimentos. Antes da continuidade do procedimento legal, porém, as defesas teriam dez dias para se manifestarem. O processo seria conduzido pelo juiz da 1ª Vara Criminal de Santa Maria, Ulysses Fonseca Louzada. As ações de improbidade administrativa ficariam para mais tarde, assim como a análise do caso do prefeito pelo Procurador-Geral de Justiça, em Porto Alegre; podendo Cezar Schirmer sofrer um processo criminal no Tribunal de Justiça, pois foi responsabilizado pela polícia por improbidade administrativa e homicídio culposo.
Denunciados por homicídio doloso qualificado e 623 tentativas de homicídio:
1. Elissandro Callegaro Spohr (sócio-proprietário da Kiss);
2. Mauro Londero Hoffman (sócio-proprietário da Kiss);
3. Marcelo de Jesus dos Santos (vocalista da banda Gurizada Fandangueira);
4. Luciano Augusto Bonilha Leão (produtor da banda Gurizada Fandangueira).

Denunciados por fraude processual:
1. Gerson da Rosa Pereira (major do Corpo de Bombeiros);
2. Renan Severo Berleze (sargento do Corpo de Bombeiros).

Denunciados por falso testemunho:
1. Elton Cristiano Uroda (ex-sócio da boate Kiss);
2. Volmir Astor Panzer (contador de empresa de propriedade da família Spohr).

Pedido de novas investigações para a Polícia Civil:
1. Ângela Aurelia Callegaro (irmã de Kiko, proprietária da boate no papel);
2. Marlene Teresinha Callegaro (mãe de Kiko, proprietária da boate no papel);
3. Miguel Caetano Passini (secretário de Mobilidade Urbana);
4. Beloyannes Orengo de Pietro Júnior (chefe da fiscalização da Secretaria de Mobilidade Urbana).

Mudança de qualificação de homicídio doloso para culposo:
1. Gilson Martins Dias (bombeiro que vistoriou a boate);
2. Vagner Guimarães Coelho (bombeiro que vistoriou a boate).

Pedidos de arquivamento:
1. Ricardo de Castro Pasche (gerente da Kiss);
2. Luiz Alberto Carvalho Junior (secretário do Meio Ambiente);
3. Marcus Vinicius Bittencourt Biermann (funcionário da Secretaria de Finanças que emitiu o alvará de localização da boate).[74]

Em 3 de abril, o juiz Ulysses Louzada aceitou integralmente a denúncia do Ministério Público contra oito pessoas e confirmou que o julgamento seria feito em Santa Maria, descartando a hipótese de julgamento no Tribunal de Justiça, em Porto Alegre. Segundo o juiz, "o trabalho do MP se mostrou irrepreensível, de forma clara, concisa e justificando a denúncia atribuída a cada um". Isso transformou os acusados em réus de um processo criminal e deu um prazo de dez dias para a manifestação da defesa. A ação de improbidade administrativa é de natureza civil e pode levar de multa a perda do cargo, aplicando-se em tese às outras doze pessoas indiciadas, que não foram denunciadas pelo MP no primeiro momento, inclusive o prefeito.
Especialistas disseram que o dolo eventual é difícil de caracterizar e que isso poderia atrasar o processo por anos, inclusive com apreciação pelo Supremo Tribunal Federal. A defesa poderia se valer de recursos legais para retardar o julgamento e deixar o caso esfriar. O jurista Luiz Flávio Gomes disse que a solução seria incluir no Código Penal o crime de culpa gravíssima, como existe na Espanha, o que daria ao juiz a possibilidade de julgar o caso sozinho, com celeridade. Gomes enviou esse projeto de reforma para o Congresso e ele estava em análise no Senado. Os promotores queriam o julgamento em Santa Maria, com júri popular, mas o juiz Louzada não era capaz de prever o andamento do processo, admitido até mesmo a absolvição sumária dos réus.
Nas palavras de Luiz Flávio Gomes:
| “ | O dolo eventual é discutível no Direito. Só essa discussão leva de 1 a 3 anos e o assunto vai parar nos tribunais de Brasília, onde é tudo demorado. A gente não pode iludir a população, no atual contexto de funcionamento não é possível julgar tão rápido. O juiz quer julgar rápido, a população quer também, mas o funcionamento da Justiça não é rápido. Isso frustra. | ” |

Em debate no programa Conversas Cruzadas, da TVCOM, os promotores disseram que denunciaram somente oito dos indiciados porque a Polícia Civil foi leviana nas suas conclusões, faltando-lhe fundamentação, e que o Ministério Público tem a responsabilidade de acusar para condenar efetivamente. O delegado Sandro Meinerz, que auxiliou na investigação, disse que a polícia deve sempre apontar as irregularidades e que não tinha dúvidas sobre a seriedade do inquérito. Os advogados criminalistas Ricardo Cunha Martins e Lúcio de Constantino, também presentes, acreditavam que o prefeito Cezar Schirmer não seria julgado em processo criminal, cabendo a análise do seu caso à 4°Câmara do Tribunal de Justiça, a partir do indiciamento por improbidade administrativa e homicídio culposo.
Especialistas ouvidos pelo jornal Zero Hora também concordaram com as denúncias feitas pelos promotores. O professor de Direito Penal da Pontifícia Universidade Católica do Rio Grande do Sul, Aury Lopes Júnior, disse que os promotores agiram da melhor maneira e que o relatório da Polícia Civil pode ter sido influenciado pelo clamor popular porque ela está mais próxima da população, alargando demais a responsabilização penal. Davi Medina, do Centro de Apoio Operacional Criminal do Ministério Público, disse que haveria outras formas de responsabilização, mas que, na esfera penal, o homicídio com dolo eventual tinha que recair sobre quatro pessoas. Jonas Stecca, advogado da Associação dos Familiares das Vítimas e Sobreviventes da Tragédia, também lembrou que haveria responsabilizações na esfera cível, além da criminal.
Em 14 de abril, a Defensoria Pública realizou uma audiência pública para ouvir a comunidade a respeito da tragédia. Os familiares das vítimas mostraram muito descontentamento por causa do pronunciamento do novo comandante do Corpo de Bombeiros do município, major Marcelo Maia, e por causa da presença de políticos na reunião. Além disso, o livro Kiss: Uma Porta para o Céu, lançado dias antes pelo padre Lauro Trevisan, reativou o sofrimento dos familiares com certas passagens, como a insinuação de que duas ou três vítimas haviam sido encontradas vivas no caminhão frigorífico que transportava os corpos ao ginásio municipal. Lauro Trevisan, famoso por escrever livros de autoajuda, retirou esses trechos e pediu desculpas, mas o presidente da associação das famílias disse que o transtorno causado pelo livro foi tanto que tudo voltou à estaca zero em termos psicológicos.
Formada tardiamente, uma comissão parlamentar de inquérito da Câmara de Vereadores recebeu críticas do presidente da Associação de Familiares de Vítimas e Sobreviventes da Tragédia de Santa Maria (AVTSM), Adherbal Ferreira, no dia 17 de abril. Ele pediu que os vereadores, alinhados ao governo do prefeito Cezar Schirmer, tivessem mais rigor na apuração dos fatos devido à sensação de impunidade que pairava na cidade. Em resposta, a presidente da CPI, vereadora Maria de Lourdes Castro (PMDB), disse que a comissão estava fazendo o possível para apontar irregularidades na boate. Para isso, pretendia ouvir todas as pessoas implicadas, como bombeiros e servidores municipais.
Em 19 de abril, os promotores responderam às perguntas dos familiares em uma reunião realizada na sede do Ministério Público, em Santa Maria. Os promotores eram Joel Oliveira Dutra (áreas criminal e militar), Maurício Trevisan (criminal e cível), Ivanise Jann de Jesus (cível) e César Augusto Pivetta Carlan (militar). Em duas horas e meia de conversa, eles responderam a todas as perguntas das vinte pessoas presentes e disseram que denunciaram apenas oito pessoas para obterem condenações com provas concretas e não permitirem a impunidade. O advogado da associação das famílias, assim como os membros da associação, ficou satisfeito com o compromisso dos promotores em obter resultados.
No fim de abril, os advogados começaram a apresentar as defesas de seus clientes. O advogado Jader Marques, que defendia um dos donos da boate Kiss, Elissandro Spohr, não entrou no mérito da acusação porque, segundo ele, o Ministério Público não havia oferecido elementos para isso. Continuando em suas críticas ao MP, ele entrou com dois pedidos de habeas corpus, um por causa da cisão de responsabilidades no inquérito e outro por causa de denúncias de homicídio culposo mal feitas. Além disso, como o MP apresentou a denúncia com cinco dias de atraso, Marques entendia que o órgão deveria perder a oportunidade de ouvir as 32 testemunhas que listou. Por fim, Marques pediu que o governador Tarso Genro participasse como testemunha e não requereu a liberdade de seu cliente.
Mário Cipriani, advogado do outro sócio da Kiss, Mauro Hoffmann, pediu a liberdade de seu cliente e a retirada da acusação de homicídio com dolo eventual, sustentando que Hoffmann não tinha poder de mando na empresa. Ele também acusou o MP de ter procedido mal na denúncia e colocou em xeque a credibilidade do processo judicial. O advogado pediu a suspensão do processo até a decisão do Tribunal de Justiça em relação ao prefeito Cezar Schirmer e ao promotor Ricardo Lozza, que acertaram um termo de compromisso com a boate em 2009, pelo qual os sócios se comprometiam a efetuar o isolamento acústico. Cipriani ainda contestou a versão de falso testemunho dos réus Elton Cristiano Uroda, ex-sócio da Kiss, e Volmir Astor Panzer, funcionário do pai de Elissandro Spohr; pedindo com isso que eles fossem separados do processo.
O advogado Gilberto Weber entregou a defesa do produtor Luciano Augusto Bonilha Leão e pediu a revogação da prisão deste. Ele argumentou que seu cliente era apenas um produtor de palco da banda e que seguia ordens do gaiteiro Danilo Jaques, que morreu na tragédia. Omar Obregon, advogado do vocalista da banda, Marcelo de Jesus dos Santos, pediu a liberdade de seu cliente, que foi negada pelo juiz Ulysses Fonseca Louzada.
O juiz abriu um prazo de cinco dias para o Ministério Público se manifestar sobre todas as defesas apresentadas e sobre os pedidos de liberdade de Mauro Hoffmann e Luciano Bonilha Leão. Depois, o juiz ainda teria que decidir sobre a permanência desses réus na Penitenciária Estadual de Santa Maria, onde eles estavam em prisão preventiva ao lado de Elissandro Spohr e Marcelo de Jesus dos Santos. Entretanto, os bombeiros Gerson da Rosa Pereira e Renan Severo Berleze ainda tinham prazo até o dia 8 de maio para apresentarem suas defesas por escrito porque eram representados com os privilégios da Defensoria Pública.
Em 8 de maio, o advogado Jader Marques, que defendia Elissandro Spohr, sofreu duas derrotas judiciais. Seu pedido de retirar o julgamento de Santa Maria foi negado pelo Tribunal de Justiça, que entendeu não ser nociva a manutenção no município apesar do indiciamento do prefeito Cezar Schirmer, o que, segundo Marques, deveria levar o julgamento para Porto Alegre. Além disso, o tribunal considerou que a Associação dos Familiares das Vítimas e Sobreviventes da Tragédia de Santa Maria poderia atuar como assistente da acusação no processo criminal, decisão elogiada pelo advogado da associação, Jonas Espig Stecca.
Os promotores entregaram seus pareceres em 10 de maio conforme previsto. Joel Oliveira Dutra e Maurício Trevisan não viram motivos para a soltura do sócio da Kiss, Mauro Hoffmann, e do produtor da banda Gurizada Fandangueira, Luciano Bonilha Leão, que havia sido requerida pelos seus advogados. Entretanto, eles não se manifestaram sobre as diversas testemunhas indicadas pelos advogados nem sobre as acusações destes em relação ao mérito da denúncia do Ministério Público, o que, segundo os promotores, só caberia durante o processo criminal.
Além disso, eles pediram o arquivamento do inquérito em relação ao secretário de Controle e Mobilidade Urbana de Santa Maria, Miguel Caetano Passini, e ao superintendente de fiscalização da mesma secretaria, Belloyanes Orengo de Pietro Júnior, porque os bombeiros afirmaram não terem pedido a eles a suspensão das atividades da boate Kiss em função dos alvarás vencidos. Jonas Espig Stecca, advogado das vítimas, ainda teria que se manifestar na qualidade de assistente da acusação, depois disso o juiz Ulysses Fonseca Louzada poderia terminar a análise preliminar do processo e começar a marcar audiências para ouvir depoimentos, começando com os das vítimas.
Em 14 de maio, a Polícia Civil concluiu e remeteu à Justiça um inquérito que investigou a venda de bebidas alcoólicas para menores de idade dentro da boate. Com isso, os sócios da empresa, Elissandro Spohr, o Kiko, e Mauro Hoffmann, teriam que responder por mais esse fato, que configura contravenção penal. O Ministério Público já havia levantado essa nova acusação, em 2 de abril, na denúncia sobre o incêndio na Kiss, tendo pedido um inquérito à polícia depois de ouvir relatos de sobreviventes, que confirmaram a venda ilegal. A força-tarefa que trabalhou na apuração dos fatos pedidos pelo Ministério ouviu 28 pessoas.
Em 15 de maio, a juíza Eloisa Helena Hernandez, da 1ª Vara Cível de Santa Maria, acrescentou mais três réus ao processo, o pai de Elissandro, Eliseo Spohr, e duas empresas de sua propriedade; solicitando também o bloqueio dos bens de Eliseo Spohr, que foi apontado como o sócio oculto da casa noturna. As empresas dele incluídas no processo foram a GP Pneus e a EJS Participações Novaportal Comércio de Autopeças Ltda, a qual seria, conforme a magistrada, a verdadeira controladora da boate Kiss. Além disso, ela determinou, conforme uma ação coletiva ajuizada pela Defensoria Pública do Rio Grande do Sul: pagamento de pensões alimentícias às famílias das vítimas; pensão trabalhista; pagamento dos custos com o funeral; e pagamento do tratamento das pessoas que foram internadas e não tiveram os custos arcados pelo Sistema Único de Saúde.
As investigações complementares realizadas pela polícia, a pedido do Ministério Público, depois da denúncia que este apresentou à Justiça, revelaram que Ângela Crivellaro Becker, irmã de Elissandro Spohr, o Kiko, um dos sócios da casa noturna, tinha o mesmo poder de mando e de veto que o irmão. O delegado Sandro Meinerz tomou mais de quarenta depoimentos nessa nova investigação, que reforçaram a convicção demonstrada no inquérito de que ela participava do controle da boate. Os funcionários da casa noturna e os seguranças da empresa terceirizada que atuava na boate afirmaram que Ângela tinha total conhecimento da situação da Kiss e que tanto contratava como demitia empregados.
De outra parte, a situação exata de Marlene Teresinha Callegaro, mãe de Kiko, não era conhecida. A polícia ainda pretendia investigar a acusação de que os seguranças tentaram barrar a saída das pessoas na hora do fogo, assim como a situação da empresa de segurança, para saber de quem recebia ordens e se treinava adequadamente os empregados. Não haveria novos indiciamentos, os promotores receberiam o relatório das novas investigações e decidiriam se acrescentariam os nomes das duas mulheres ao rol de pessoas denunciadas. Depois disso, os delegados ainda trabalhariam para descobrir se houve irregularidades na contratação de empresas que atuavam na prevenção de incêndios em Santa Maria. Uma delas era a Hidramix, de propriedade de um bombeiro que havia inspecionado a Kiss, e a outra era a Marca Engenharia, que teria apresentado documentos irregulares sobre a segurança da casa noturna.
Em 29 de maio de 2013, a Justiça do Rio Grande do Sul decidiu conceder liberdade provisória aos quatro presos por envolvimento no incêndio, sob o argumento de que não representavam mais riscos para o processo e para as vítimas. Eram eles: os sócios da casa noturna, Elissandro Spohr e Mauro Hoffmann; e os integrantes da banda Gurizada Fandangueira, o cantor Marcelo dos Santos e o produtor Luciano Bonilha Leão. Além disso, o juiz Ulysses Fonseca Louzada dividiu o processo em duas partes para obter mais celeridade. O processo principal ficaria apenas com os sócios da boate e com os músicos da banda, que eram acusados de homicídio e iriam a júri popular.
Enquanto isso, Elton Cristiano Uroda, ex-sócio da Kiss, e Volmir Astor Panzer, contador que prestava serviços para o pai de Kiko, Eliseo Spohr, ainda responderiam por falso testemunho, mas em outra ação criminal. Os dois bombeiros acusados de fraude processual, o major Gérson da Rosa Pereira e o sargento Renan Severo Berleze, também responderiam a outro processo. A causa principal de separação dos processos foram as acusações de falso testemunho, visto que as testemunhas arroladas moravam em locais distantes e isso poderia atrasar o andamento da Justiça.
As primeiras audiências foram marcadas para os dias 26, 27 e 28 de junho e 9 de julho, pela manhã e à tarde; e para o dia 10 de julho, das 14h às 17h30min. Todas seriam realizadas no fórum de Santa Maria, com a presença dos réus. As ações retardatárias dos defensores foram evitadas com a redução do enorme número de depoimentos que eles solicitaram, com a comunicação ao Ministério Público para que reduzisse seu número de testemunhas de 32 para dezesseis e com a postergação das questões de mérito.
Outra medida de Louzada foi acolher o pedido do Ministério Público de arquivamento do inquérito policial em relação ao secretário de Controle e Mobilidade Urbana de Santa Maria, Miguel Passini, e ao superintendente de fiscalização da mesma pasta, Belloyannes Orengo de Pietro Júnior, que haviam sido indiciados por homicídio culposo. Como três réus pediram uma simulação do ambiente do local no dia do acidente, o juiz pediu informação ao Instituto Geral de Perícias sobre essa possibilidade.

### Segunda fase: instrução processual
Dois peritos da Polícia Civil do Distrito Federal criaram uma maquete tridimensional da boate antes e depois do incêndio. A imagem foi divulgada em junho de 2013 e mostrava a boate vista de dentro, permitindo ver os obstáculos à saída das pessoas na hora do fogo. Essa construção digital obtida por meio de um scanner poderia ser usada como prova no processo judicial, pois demonstrava que a boate não tinha uma segurança contra incêndios, na verdade até continha graves erros de projeto arquitetônico. A maquete possibilitava uma caminhada virtual por dentro da boate, repetindo o trajeto das vítimas.
Em 18 de junho, o Ministério Público fez o pedido de arquivamento do processo criminal contra o prefeito Cezar Schirmer, que semanas mais tarde foi acatado pelo Tribunal de Justiça do Rio Grande do Sul, com o argumento de que "não se pode edificar uma responsabilidade penal no dever geral de qualquer servidor público de conhecer o funcionamento do órgão onde trabalha, ou concluir que, se conhecesse a estrutura e as atribuições, o evento não teria ocorrido". Dessa forma, ele não seria mais julgado no Tribunal de Justiça e todo o processo de oito réus correria no município de Santa Maria. Entretanto, Schirmer ainda poderia ser julgado por improbidade administrativa, que é uma ação de natureza civil. Ele sempre argumentou que era atribuição dos bombeiros fiscalizar as empresas em matéria de incêndio.
As audiências começaram no final de junho de 2013. As vítimas sobreviventes confirmaram que a boate estava superlotada com frequência, que a pirotecnia era comum, que os seguranças tentaram barrar a saída das pessoas e que não havia extintores de incêndio. Disseram também que Elissandro Spohr foi avisado do cheiro de fumaça antes do começo do fogo, mas não houve nenhum alerta pelo microfone quando as chamas surgiram.
Segundo as testemunhas, os músicos fugiram e Spohr tentou ajudar as vítimas por meia hora, mas foi embora quando começou a sofrer ameaças. Uma das vítimas relatou que as luzes foram desligadas e só se via uma luz, que se supunha ser a da porta de saída. Conforme o procedimento judicial, treze pessoas seriam ouvidas por dia e cada uma teria trinta minutos para relatar o que viu e sofreu no dia do acidente, totalizando sessenta depoimentos até julho.
Em 28 de junho, Everton Drusião, o chefe de segurança da boate, negou que os profissionais da sua empresa, que prestava serviços à casa noturna, tivessem barrado a saída das pessoas na hora do incêndio. Disse também que ele mesmo era um dos quinze seguranças que trabalhavam naquela noite e que teve de ser internado por intoxicação devido ao gás de cianeto que inalou enquanto tentava salvar vítimas dentro da boate. Além disso, afirmou que cinco seguranças morreram na tragédia.
Segundo o segurança, os táxis em frente à boate e as grades de ferro foram os verdadeiros obstáculos à fuga das vítimas e não havia nenhuma ordem de Spohr para impedir as pessoas que saíssem em caso de tumulto. Entretanto, Everton caiu em contradição porque havia dito à polícia que presenciou muitas vezes shows de pirotecnia na Kiss, mas negou essa versão na audiência judicial. Marcelo Carvalho, promotor de eventos da boate, declarou, no mesmo dia, que a pirotecnia e o consumo de bebidas eram muito comuns. Os sócios da boate não assistiram a esses depoimentos, só os músicos estavam presentes.
O Ministério Público pretendia conduzir o julgamento com os réus presos, tendo pedido para tanto a suspensão da liberdade condicional que havia sido concedida aos músicos e sócios da boate. Entretanto, o Superior Tribunal de Justiça negou esse pedido sob o fundamento de que eles tinham bom comportamento e de que já havia passado o clamor popular. A suspensão, no entendimento do tribunal, só seria cabível se houvesse grave risco de lesão à sociedade com a liberdade dos réus.
Em 9 de julho, uma sobrevivente disse que a boate chegou a ter mil e cem pessoas numa noite. Ela era funcionária da copa e descreveu assim o caos da hora do incêndio: "As pessoas pareciam animais, subindo por cima das outras. Alguns iam para a cozinha, outros para o banheiro ou para o bar. Eu conseguia ver a saída quando estava na frente. Onde eu estava antes, não dava". Segundo seu depoimento, com quarenta por cento do corpo queimado, a funcionária, que também estava asfixiada pelo cianeto, só conseguiu ser socorrida porque agarrou as pernas de um homem que retirava as pessoas ainda vivas, pois não tinha força para se levantar ou falar.
A sobrevivente relatou também que a boate servia frequentemente baldes de champagne com artefato pirotécnico e que foi contratada pela irmã de Elisandro Spohr, Ângela. A duração excessiva das audiências e o atraso devido às localidades das pessoas arroladas causaram um prolongamento do prazo dessa fase de instrução, que tinha como objetivos validar o conteúdo colhido nos depoimentos do inquérito policial civil e produzir provas para o julgamento. Eram sessenta vítimas no total, escolhidas tanto pelos advogados dos réus como pelo Ministério Público.
Em 11 de julho, um dos músicos da banda depôs e disse que era comum usarem artefatos pirotécnicos e que estes foram usados no dia do acidente. Ele fazia parte da banda desde março do ano anterior e também asseverou que a casa noturna tinha mais de mil pessoas na hora do incêndio, no que foi confirmado por outros depoimentos, no mesmo dia. Ainda nas suas palavras, o extintor ao lado do palco não funcionou e ele só conseguiu sair da boate porque conhecia o local. O vocalista da Gurizada Fandangueira, Marcelo de Jesus dos Santos, e o produtor, Luciano Bonilha Leão, estavam presentes durante essa audiência.
Em 15 de julho, a Advocacia Geral da União iniciou um processo civil de indenização que correria paralelamente ao processo criminal. O INSS havia pagado grandes valores em auxílio-doença e pensão por morte aos feridos e familiares das vítimas do acidente, estimando-se que essa despesa ainda chegaria a mais de um milhão e meio de reais. O objetivo da ação civil indenizatória era recuperar dos sócios da boate o valor gasto nas despesas previdenciárias, portanto era uma ação regressiva no mesmo valor das despesas previstas, por descumprimento da legislação de prevenção e segurança do trabalho.
No mesmo dia, o Ministério Público pediu a condenação do coronel Altair de Freitas Cunha, do tenente-coronel Moisés da Silva Fuchs, do major da reserva Daniel da Silva Adriano e do capitão Alex da Rocha Camillo. Os quatro bombeiros teriam deturpado o Sistema Integrado de Gestão de Prevenção de Incêndios para conceder o alvará de incêndio à boate, no que não observaram a legislação municipal nem as normas estaduais. Além disso, a boate estava com o alvará vencido e não atendia às mínimas exigências de segurança. Em relação aos servidores municipais, porém, os promotores não encontraram subsídios para a responsabilização capaz de configurar improbidade administrativa.
As audiências foram retomadas em 16 de julho. Um segurança da boate revelou que, quando os clientes tentavam sair sem apresentar as comandas, eles tinham suas carteiras de identidade ou seus celulares retidos até que comprovassem o pagamento. Disse também que não havia comunicação entre os seguranças de fora e de dentro da boate. Antes do começo dos depoimentos, um dos advogados pediu que se realizasse nova perícia no local, devido à denúncia de que um litro de querosene teria sido encontrado depois do incêndio, mas não deu detalhes sobre essa suposta prova.
Em 17 de julho, uma sobrevivente declarou ter recebido uma mensagem por celular de Elissandro Spohr, na qual ele anunciava que a boate estava superlotada naquela madrugada. Ela também confirmou que o fogo começou com o vocalista da banda, quando este acionou o artefato pirotécnico. Outro depoente do dia, um barman que trabalhava na Kiss também em serviços gerais, disse que instalou a espuma acústica no começo do ano e que não havia engenheiros naquela hora. O barman acrescentou que havia três táxis na frente da boate e opinou que mais cem pessoas teriam sobrevivido se os carros não tivessem atrapalhado sua saída do local.
Em 23 de julho, o personal trainer Ezequiel Lovato Corte Real, que salvou de vinte a trinta pessoas na noite do acidente, disse que o fogo começou com o vocalista da banda e tomou conta do ambiente em poucos segundos. Antes de chegarem os bombeiros, ele e outros jovens formaram um grupo de salvamento, que era mais numeroso e não foi impedido de entrar na boate pelos militares, quando estes chegaram. Ezequiel pediu a eles uma máscara para respirar dentro da boate, mas lhe disseram que o equipamento estava estragado. Ele continuou se esforçando até perceber que as pessoas estavam mortas, até então não tinha a percepção exata da tragédia.
No mesmo dia, uma cozinheira da Kiss voltou atrás e desmentiu o depoimento que havia dado à Polícia Civil. Ela disse no inquérito que a boate estava superlotada e que se salvou somente porque saiu para fumar logo antes do começo do fogo. No depoimento judicial, porém, ela negou ter estado na boate naquela noite. Depois de uma discussão entre a acusação e a defesa, o juiz Louzada confrontou a mulher com a sua versão apresentada à polícia, mas ela disse que não usou as palavras escritas no registro e só relatou que a boate costumava estar lotada. Além disso, ela afirmou não ter lido todo aquele depoimento antes de assiná-lo. Se fosse chamada para depor no julgamento, ela não poderia mentir porque estaria sob juramento.
Em 1º de agosto, dois músicos da banda depuseram no fórum de Santa Maria. Eles confirmaram a superlotação da boate e o uso comum de pirotecnia e enfatizaram que o pânico tomou conta do ambiente, que parecia um labirinto. Eles asseguraram que as barras de contenção e uma porta fechada foram cruciais para impedir a saída do público. Ainda assim, um deles tentou negar que o sputnik tivesse sido a causa do fogo e relatou estranhamento com a espuma de isolamento acústico, que, segundo ele, não estava lá quando se apresentou com a banda anteriormente.
Em 2 de agosto, a Justiça negou um pedido de Elissando Spohr, que contestava a admissão da associação representante das vítimas e parentes das vítimas como assistente de acusação e a limitação do número de vítimas a serem ouvidas em juízo, requerendo a suspensão do processo até a decisão sobre a nulidade deste. O ministro Felix Fischer, do Superior Tribunal de Justiça, negou o habeas corpus pretendido porque tal instrumento não serve como substitutivo de recursos ordinários.
Em 3 de agosto, a imprensa divulgou que o Conselho Regional de Engenharia e Agronomia do Rio Grande do Sul arquivou a sindicância que investigava a engenheira responsável pela elaboração do primeiro Plano de Prevenção Contra Incêndios da Kiss. O conselho, depois de formar uma comissão que ouviu a engenheira e analisou os inquéritos civil e policial, decidiu que ela não feriu nenhum princípio ético ou técnico da profissão. Ela havia dito à polícia que nem seu projeto de prevenção foi corretamente executado pela boate nem ela teve participação nas obras e que o documento teve utilidade apenas para obter o alvará de incêndio dos bombeiros.
O juiz Ulysses Louzada, em 8 de agosto, indeferiu o pedido de novas perícias na boate devido a um laudo do Centro de Referência em Saúde do Trabalhador, que apontou dezessete substâncias tóxicas no local, o que comprometeria a saúde dos trabalhadores que entrassem no prédio. Ele também solicitou a atuação de uma empresa especializada no descarte correto dos materiais e entulhos existentes nas ruínas e perguntou sobre a competência da Secretaria de Proteção Ambiental para verificar se o ambiente interno da boate Kiss poderia causar danos ao meio ambiente e à saúde da população.
Em 15 de agosto, o Superior Tribunal de Justiça negou o pedido de suspensão do processo feito pelo advogado de Elissandro Spohr. A defesa havia impetrado habeas corpus no Tribunal de Justiça para sustentar a ilegalidade do suposto desmembramento do inquérito policial, feito pelo delegado de polícia. O tribunal estadual negou o pedido, mas a defesa entrou com recurso no STJ, com a alegação de que desmembrar o processo não caberia ao delegado de polícia nem ao juiz de primeiro grau, mas apenas ao juízo competente, que seria o TJ do estado. O tribunal federal negou o recurso e considerou que não houve ofensa à liberdade de locomoção de Spoh, que seria o objeto correto de habeas corpus, acrescentando que esse instrumento jurídico ainda passaria por julgamento de mérito, a ser feito pela Sexta Turma do STJ.
Em 19 de agosto, o Ministério Público denunciou oito bombeiros, que responderiam na Justiça Militar de Santa Maria. Cinco deles responderiam por inobservância da lei e três por falsidade ideológica, respondendo um desses últimos também por prevaricação. Os militares denunciados foram estes: Moisés Fuchs, Daniel da Silva Adriano, Alex da Rocha Camillo, Gilson Martins Dias, Vagner Guimarães Coelho, Renan Severo Berleze, Marcos Vinícius Lopes Bastide e Sérgio Roberto Oliveira de Andrades. O MP também declarou que eram falsos todos os alvarás emitidos pelo sistema eletrônico do Corpo de Bombeiros. Em 27 de agosto, a Justiça Militar aceitou a denúncia.
Ainda no dia 19, o gerente da boate e cunhado de Elissandro Spohr, Ricardo de Castro Pasche, disse que vários trechos de seu depoimento à Polícia Civil foram alterados e que estava cansado demais para ler tudo o que relatou na ocasião, tendo assinado sem o conhecimento do texto inteiro. Ele também afirmou que a espuma acústica foi instalada sob orientação de engenheiros e que os bombeiros tiveram oportunidade de verificá-la em 2012.
Pasche fora acusado por André de Lima, segurança que trabalhou na Kiss, de ter tentado influenciar o depoimento deste, o que negou durante a audiência, que foi realizada em Porto Alegre. De modo geral, o gerente disse que era apenas um empregado, que cumpriu todas as determinações para a segurança da boate, que o incêndio foi um acidente e que estava passando por muitas dificuldades devido ao evento. Além disso, criticou o trabalho de salvamento feito pelos bombeiros.
As audiências foram retomadas em 5 de setembro. Uma ex-gerente da boate disse que a empresa não só permitia a entrada de pessoas acima da capacidade máxima como também aumentava o valor do ingresso ao se ultrapassar o número de mil pessoas. Um policial civil que estava no local disse ter visto uma nuvem de fumaça preta descendo do forro, do qual também pingava espuma derretida, e assegurou que a grade da entrada obstruiu a saída das pessoas, que se pisoteavam na tentativa de fugir do ambiente superlotado. Ele afirmou que só conseguiu sair porque alguém o puxou para fora e que teve de ser internado mais de uma vez devido aos problemas respitatórios.
Em 10 de setembro, o casal de seguranças que ficava na porta da boate negou ter impedido a saída das pessoas e alegou que Elissandro Spohr não as impediu de sair. Eles relataram que a superlotação da boate era comum, embora não tão grande como se noticiava, e que as barras realmente existiam para conter a saída das pessoas em caso de tumulto, o que foi determinante na hora do incêndio. Segundo eles, as pessoas "pareciam bichos saindo" e se prendendo nas barras de ferro. Disseram também que um artefato pirotécnico foi usado pela banda na noite do acidente e que a função deles não era cuidar do palco, só tendo recebido treinamento para lidar com os clientes, não com o fogo. No dia seguinte, uma sobrevivente derrubou a versão dos seguranças e disse que ficou prensada entre as barras.
Naquele momento, em meados de setembro, os depoimentos estavam ficando mais curtos e repetitivos, limitando-se a confirmar o que já havia sido dito antes e relatado no inquérito policial. Ainda haveria pessoas a ser ouvidas pelo restante do mês e algumas audiências seriam feitas em outros municípios. O material tóxico apreendido na Kiss, que ficava exposto no salão do Tribunal do Júri, foi removido a pedido da defesa do vocalista da banda, para que não colocasse em risco as pessoas que assistiam às audiências. O juiz Louzada pediu um parecer sobre a toxicidade dos produtos ao Centro de Referência em Saúde do Trabalhador, que já havia constatado dezessete substâncias nocivas no interior da boate.
Em 16 de setembro, os integrantes da associação das vítimas entregaram ao Ministério Público um pedido de desarquivamento do processo de improbidade administrativa referente aos agentes públicos, que ficaram fora do julgamento devido à alegação de que eles não teriam contato uns com os outros. A causa do pedido oficial foi dois novos inquéritos policiais comprovarem que uma lei municipal exigia estreita relação entre as secretarias municipais e que a boate nunca teve os laudos necessários, além de ter até mesmo falsificado o Estudo de Impacto de Vizinhança.
Em 3 de outubro, o juiz Louzada pediu ao Ministério Público que agilizasse o processo de limpeza e descontaminação do prédio devido à grande quantidade de substâncias tóxicas que ainda existiam no recinto. A Brigada Militar mantinha soldados em frente ao prédio para evitar depredações, mas estes estavam receosos de intoxicação. A prefeitura teria responsabilidade oficial a respeito da limpeza, mas dependia de uma autorização judicial porque a construção estava interditada.
Antes, a defesa dos sócios já havia pedido providências quanto ao edifício, o que causou uma acalorada discussão com a promotoria pública e algumas manifestações dos parentes das vítimas. Semanas mais tarde, técnicos começaram a traçar um plano de limpeza e descontaminação do interior da boate. Em começo de dezembro, o prédio entrou em fase de descontaminação e retirada dos escombros.
Em 15 de outubro, os membros da associação das vítimas fizeram um abaixo-assinado na cidade para solicitar a reabertura do inquérito civil sobre a conduta dos servidores municipais e do prefeito Cezar Schirmer. Eles requisitaram a nomeação de novos promotores e protocolaram um pedido de esclarecimento ao Ministério Público. O documento continha três perguntas: quem criou um novo número para o prédio onde a casa noturna funcionava (pois um número de rua falso foi obtido para o registro do estabelecimento); quem foi o técnico responsável pela fiscalização do Termo de Ajustamento de Conduta (TAC) assinado entre MP e prefeitura para reduzir a poluição sonora causada pela boate; e por que não foi cumprida a lei municipal de número 3.301, que proibia a utilização de espuma em boates da cidade. Em 1º de novembro, o Ministério Público concordou em reabrir o inquérito.
Em 5 de novembro, a Justiça Militar começou a ouvir os seis bombeiros acusados. Eles responderam às perguntas sobre o Sistema Integrado de Gestão de Prevenção de Incêndio, que, segundo eles, facilitava a emissão de alvarás apesar da pequena equipe e da pouca estrutura em relação à demanda. Por causa desse sistema informatizado, o Corpo de Bombeiros deixou de cobrar as plantas dos prédios. O soldado que era sócio da Hidramix, empresa que prestou serviço de prevenção de incêndio à Kiss, alegou não saber ser proibido a um policial militar ser sócio majoritário de uma empresa privada. Outros depoimentos seriam tomados até o mês de dezembro.
Além disso, o sargento Renan Severo Berleze conseguiu fazer um acordo judicial para ficar livre do processo. Ele era acusado de fraude processual por incluir documentos na pasta referente ao alvará da boate após a tragédia, mas se comprometeu a pagar dois salários mínimos e a comparecer à Justiça cada três meses, por dois anos, para informar seu endereço. Com isso, ele não só ficou sem a condição de réu como teve sua ficha zerada. O major Gerson da Rosa Pereira, também acusado de fraude processual, não aceitou a suspensão do processo.
Em 13 de novembro, começaram as audiências dos réus que respondiam por falso testemunho. Entretanto, apenas um deles compareceu. André Lima, que era segurança na boate, voltou atrás e disse que Elizeo Spohr, pai de Elissandro Spohr, era um dos proprietários quando ele começou a trabalhar, em 2010. Novas audiências teriam de ser feitas, mas os réus poderiam se beneficiar de um dispositivo do Código Penal: se admitissem a culpa e se retratassem antes da sentença, o processo seria extinto. Porém, dois deles, Elton Cristiano Uroda, ex-sócio da boate, e Volmir Panzer, contador da casa noturna, não aceitaram o acordo. Eles haviam relatado à polícia que o pai de Spohr não era dono da casa noturna. Como não se retrataram, o processo continuaria para eles.
Em 22 de novembro, a namorada de Spohr depôs e causou grande tumulto no público. Ela relatou que saiu da boate logo que começou o fogo e viu os esforços de resgate da outro lado da calçada. Segundo ela, havia um bombeiro sentado e os militares disparavam jatos de água em quem tentava sair. Enfatizou também que Kiko era contra a espuma acústica, mas a aceitou por insistência do engenheiro. Na tentativa de inocentar o namorado, com quem tinha uma filha, ela disse que nunca presenciou bandas usando pirotecnia antes daquela noite e que esta nem mesmo era permitida, além de não ter sido anunciada pelos músicos antes do espetáculo.
A veemência em defender Kiko causou um bate-boca entre os promotores e a defesa, além de manifestações ruidosas do público, que chegou a jogar moedas na moça e a chamá-la de "periguete". O tumulto obrigou o juiz Louzada a evacuar a sala até o fim do depoimento, que durou cinco horas. Em termos gerais, a namorada de Kiko insistiu na inocência deste e culpou os órgãos públicos, que tiveram todas as oportunidades de fechar a boate, mas nunca o fizeram. Apesar das manifestações, o juiz não pensava em proibir a presença dos parentes e sobreviventes em futuras audiências.
Em 30 de novembro, Kiko deu uma entrevista de três horas ao jornal Zero Hora. Ele admitiu ter responsabilidade na tragédia da boate, mas, ao se manifestar pela primeira vez, sua argumentação se concentrou na ignorância dele sobre a legislação e a prevenção de incêndios, ressaltando que a atuação correta das autoridades teria evitado o acidente. Além de acusar os órgãos públicos de negligência, ele questionou a perícia que apontou a espuma como a causa do incêndio.
Quatro dias antes, ele foi ouvido pela Polícia Civil, em Porto Alegre, mas se recusou a falar sobre a acusação de fraude nos licenciamentos da casa noturna e sobre um estudo de dano ambiental, em um inquérito que estava a cargo da delegada Luiza Souza. Esta informou que KIko, embora tivesse sido chamado a depor como testemunha, poderia ser indiciado por falso testemunho devido ao seu silêncio.
No começo de dezembro, os bombeiros voltaram a depor na Justiça Militar de Santa Maria. Um soldado relatou que faltavam equipamentos básicos para inspeção de empresas, até mesmo trenas de medição dos locais. Nenhum desses militares esteve presente na boate no dia do incêndio, todos foram ouvidos somente em função do processo de expedição de licenças e alvarás. As últimas testemunhas de acusação deveriam depor em março de 2014, especialmente a engenheira que elaborou o projeto de prevenção de incêndios. Depois começariam os depoimentos de trinta pessoas arroladas pela defesa. As causas do atraso foram a condecoração do juiz Ulysses Louzada, pelo desempenho na unidade jurisdicional onde atuava, e o recesso de fim de ano do Poder Judiciário.
Em 27 de julho de 2016, o Juiz Ulysses Louzada decidiu que os empresários e sócios da Boate Kiss, Elissandro Callegaro Spohr e Mauro Londero Hoffmann, o vocalista da Banda Gurizada Fandangueira, Marcelo de Jesus dos Santos e o produtor musical Luciano Bonilha Leão seriam julgados pelo Tribunal do Júri. O magistrado entendeu que há materialidade e indícios suficientes de que os acusados teriam praticado o fato indicado na denúncia do Ministério Público, na modalidade de dolo eventual. Foram pronunciados por homicídio simples (242 vezes consumado, pelo número de mortos; e 636 vezes tentado, pelo número de feridos, os dois números segundo a denúncia do Ministério Público). Essa decisão foi confirmada pelo Superior Tribunal de Justiça.

### Julgamento no Tribunal do Júri
Visando um julgamento mais imparcial e distante da cidade do incêndio, foi deferido o desaforamento do julgamento, enviando o processo para a capital do estado, Porto Alegre. Presidiu o julgamento o juiz Orlando Faccini Neto. Os quatro acusados foram condenados pelo júri popular, e sentenciados pelo juiz a penas de até 22 anos e seis meses de reclusão.
Inicialmente o Tribunal de Justiça do Rio Grande do Sul havia concedido habeas corpus preventivo garantindo aos condenados o direito de recorrer em liberdade. Contudo, atendendo a pedido de Suspensão de Liminar feito pelo Ministério Público do Rio Grande do Sul, o ministro presidente do Supremo Tribunal Federal Luiz Fux suspendeu a liminar que havia concedido o direito de recorrer em liberdade, bem como suspendeu antecipadamente os efeitos de eventual novo habeas corpus liberatório. Após a decisão suspendendo a liminar, os quatro condenados se apresentaram espontaneamente para serem presos, antes da expedição de mandado de prisão, mas todos recorreram contra as condenações.Por conta da suspensão da liminar pelo Ministro do Supremo Tribunal Federal Luiz Fux, os advogados Rodrigo Faucz e Jader Marques denunciaram a decisão para a Comissão Interamericana de Direitos Humanos.

### Anulação das condenações
O Tribunal de Justiça do Estado do Rio Grande do Sul julgou recursos das defesas, que alegaram a existência de diversas nulidades processuais. O julgamento ocorreu no dia 3 de agosto de 2022 e resultou na anulação das condenações e de todo o processo do júri, desde a fase de seleção dos jurados até a sentença. A anulação ocorreu por maioria de dois votos a um, e teve fundamento principalmente no método de seleção dos jurados, que não seguiu o regimento do Código de Processo Penal. Todos os réus foram soltos no mesmo dia da anulação do júri.

## Comissão Parlamentar de Inquérito
Em 25 de junho, a Polícia Civil entregou ao Ministério Público cópias de gravações de conversas telefônicas entre vereadores da Comissão Parlamentar de Inquérito que investigava o caso para oferecer mais subsídios ao processo criminal. Havia denúncias de comprometimento da comissão, capazes de adulterar suas conclusões. O presidente da associação das vítimas, Adherbal Ferreira, disse: "Todo mundo dizia que seria uma grande pizza e, no fim das contas, se confere o que a gente imaginava, que tinha uma cortina de fumaça em toda essa tratativa. Nós imaginávamos isso e agora temos certeza". Os delegados Sandro Meinerz e Marcelo Arigony ouviram testemunhas depois de receberem as gravações e as analisaram. O CD de quarenta minutos, com a transcrição dos diálogos, foi entregue também ao presidente da Câmara de Vereadores, Marcelo Bisogno, e seria analisado pela Mesa Diretora e pela Procuradoria Jurídica da casa.
A conversa ocorreu entre os vereadores Maria de Lourdes Castro e Dr. Tavores e foi gravada por um assessor deste, Amilcar Rocha. Eles receavam que a investigação chegasse ao secretário municipal de Relações de Governo e Comunicação, Giovani Mânica, e, que a partir daí, atingisse também o prefeito Cezar Schimer. Revoltados, os familiares das vítimas ocuparam a Câmara de Vereadores e pediram a renúncia dos vereadores envolvidos, a exoneração do procurador-jurídico da Câmara, Robson Zinn, e a saída do prefeito Schirmer. Pediram também a anulação da CPI e criticaram o silêncio sistemático do prefeito. A assessoria da Câmara informou que os vereadores se reuniram para decidir o que fariam a respeito da ocupação do plenário, visto que os manifestantes ameaçaram não se retirar antes de suas reivindicações serem atendidas.
Enquanto cerca de cem pessoas permaneciam acampadas na casa legislativa, o prefeito Cezar Schirmer declarou que o ato de invasão feria a lei e a ordem democrática. Em nota oficial, ele disse que "alguns não querem ouvir o que não lhes interessa" e que a apuração de responsabilidades seria feita de forma isenta. Disse também que o conteúdo das gravações era feito de "avaliações e opiniões pessoais normais em conversas privadas e comentários sobre declarações atribuídas a outros, obtidas de forma escusa e adredemente preparada". Mesmo assim, ele reforçou sua solidariedade às famílias.
A primeira reação à gravação foi o pedido de exoneração do secretário municipal Giovani Mânica, segundo o qual a CPI de base governista foi criada para proteger a prefeitura. Mânica, que era o braço direito de Schirmer, disse à imprensa que se sentia traído pelos seus colegas de administração e de partido, que saberiam da gravação e a teriam deixado vazar para jogar a responsabilidade toda sobre ele. Ele também manifestou grande descontentamento por ter sido obrigado a dialogar sozinho com a imprensa desde o começo, tarefa que, segundo ele, caberia ao prefeito. Além disso, negou ter envolvimento na liberação de alvarás para a Kiss e ter relações de amizade com Mauro Hoffmann, um dos sócios da boate.
A ocupação foi encerrada após quase uma semana, em decorrência da exoneração do secretário Mânica e do procurador Robson Zinn, este afastado pelo presidente da Câmara, Marcelo Bisogno, que também se comprometeu a afastar da CPI os três vereadores envolvidos na gravação telefônica. Zinn criticou o movimento de ocupação, atribuindo sua articulação ao Partido dos Trabalhadores e se declarando perseguido pelo presidente da associação das vítimas, Adherbal Ferreira. A fachada e os banheiros do prédio foram pichados pelos manifestantes durante os vários dias em que permaneceram acampados, mas eles mesmos se encarregaram de reparar os danos e pintar as paredes após a desocupação, comprometendo-se a deixar a Câmara como a encontraram.
O movimento de ocupação foi bastante organizado. Pelo menos setenta pessoas se revezavam para manter o prédio lotado e houve mais de trezentas manifestações dentro dele, enquanto jornalistas e estudantes mantinham uma página no Facebook para divulgar em tempo real os acontecimentos. Os ativistas obtiveram muitas doações de alimentos a fim de garantir a permanência no local e formaram comissões de saúde, alimentação e limpeza do espaço ocupado, que se mostraram estrategicamente perfeitas.
Alex Monaiar, coordenador-geral do Diretório Central de Estudantes da UFSM, disse que "a ocupação mostrou que é possível ter vitórias com o povo organizado, com focos, objetivos e persistência". A mobilização teve também objetivos políticos, principalmente cobrar tarifas menores no transporte coletivo, acompanhando a onda de protestos que varreu o país na época. Em resposta, os vereadores garantiram uma audiência pública no dia 5 de julho.
A CPI encerrou seus trabalhos no dia 3 de julho de 2013. O relatório de noventa páginas concluiu que a comissão era política e não jurídica, portanto não pretendia julgar nem condenar ninguém. Os vereadores pediram que esse relatório fosse enviado aos poderes executivo municipal, estadual e federal, ao Ministério da Justiça, à Assembleia Legislativa, ao Congresso Nacional e a outros órgãos, para que tomassem as medidas julgadas necessárias. Em quatro meses de trabalho, foram ouvidos secretários municipais, o comandante regional do Corpo de Bombeiros, major Gerson Rosa Pereira, e outros servidores públicos. Além do relatório divulgado, foram produzidos 21 volumes compostos por documentos, anexos e transcrições de depoimentos.
As conclusões foram quase as mesmas do inquérito policial civil. Apontaram-se responsabilidades dos músicos e dos empresários da boate, bem como dos bombeiros, inclusive por não impedirem a entrada de pessoas no local já tomado por chamas e gás tóxico. Entretanto, a CPI não criticou pesadamente a prefeitura, considerando adequado o trabalho da Secretaria de Controle e Mobilidade Urbana. O alvará de localização, segundo a comissão, seguiu as exigências da legislação municipal, que permitia condutas desafiadoras das empresas. Sugeriu-se uma reforma administrativa na prefeitura, a fim de aumentar o controle sobre os estabelecimentos da cidade.
A conclusão final da CPI formada tardiamente e de base governista foi esta:
| “ | De plano, Santa Maria pede desculpas ao mundo pelo fato. | ” |